# Tapisserie de Bayeux
La tapisserie de Bayeux ou broderie de Bayeux, successivement désignée « Telle du Conquest » (« toile de la Conquête ») par les chanoines de la cathédrale Notre-Dame de Bayeux, toilette de la Saint-Jean et toilette du duc Guillaume au XVIIIe siècle, ou encore tapisserie de la reine Mathilde au XIXe siècle, est une broderie (anciennement « tapisserie aux points d'aiguille ») du XIe siècle inscrite depuis 2007 au registre international Mémoire du monde par l'Unesco.
Œuvre d'art textile effectuée à l'aiguille sur une toile de lin bis assez régulière, brodée avec quatre points différents de fils de laine déclinés en dix teintes naturelles, elle fait défiler 623 personnages, 994 animaux, 438 végétaux, 37 forteresses et bâtiments, 41 navires et petites embarcations, et d'innombrables objets très divers. Elle décrit des faits allant de la fin du règne du roi d'Angleterre Édouard le Confesseur en 1064 à la bataille d'Hastings en 1066, dont l'enjeu était le trône d'Angleterre, contesté à Harold Godwinson par Guillaume, duc de Normandie. Les péripéties-clés de la bataille, dont l'issue détermina la conquête normande de l'Angleterre, y sont détaillées, mais près de la moitié des scènes relatent des épisodes antérieurs à l'invasion elle-même. Cette œuvre historiée semble avoir été commandée par l’évêque Odon de Bayeux, le demi-frère de Guillaume et réalisée au cours des années qui ont suivi la conquête.
Bien que présentant les événements sous un jour très favorable à Guillaume le Conquérant, au point d'être considérée parfois comme une œuvre de propagande pour asseoir la légitimité de ce dernier à régner sur l'Angleterre et rallier les nobles saxons, elle a une valeur documentaire inestimable pour la connaissance du XIe siècle normand et anglais. Elle renseigne sur les vêtements, les châteaux, les navires et les conditions de vie de cette époque. De façon générale, elle constitue un des rares exemples de l'art roman profane.
Conservée jusqu'à la fin du XVIIIe siècle dans le trésor liturgique de la cathédrale de Bayeux, elle échappe de peu à la destruction lors de la Révolution française. Depuis 1983, elle est présentée au public au centre Guillaume-le-Conquérant à Bayeux, qui lui est entièrement consacré.

## Histoire de la tapisserie de Bayeux
On ne dispose d'aucun document probant ni sur sa conception, ni sur les trois cents premières années de son existence. Certains spécialistes pensent en avoir trouvé une trace dans l'œuvre d'un poète français, Baudry abbé de Bourgueil. Vers l'an 1100, celui-ci compose pour Adèle de Normandie, fille de Guillaume le Conquérant, un poème dans lequel il décrit une tapisserie faite de soie, d'or et d'argent et représentant la conquête de l'Angleterre. Même si la taille et les matériaux de cette tapisserie montrent qu'il ne s'agit pas de la même tapisserie, même si l'existence de la tapisserie de la comtesse Adèle est mise en doute, il est évident que le poème de Baudry s'inspire soit directement, soit indirectement de la tapisserie de Bayeux.

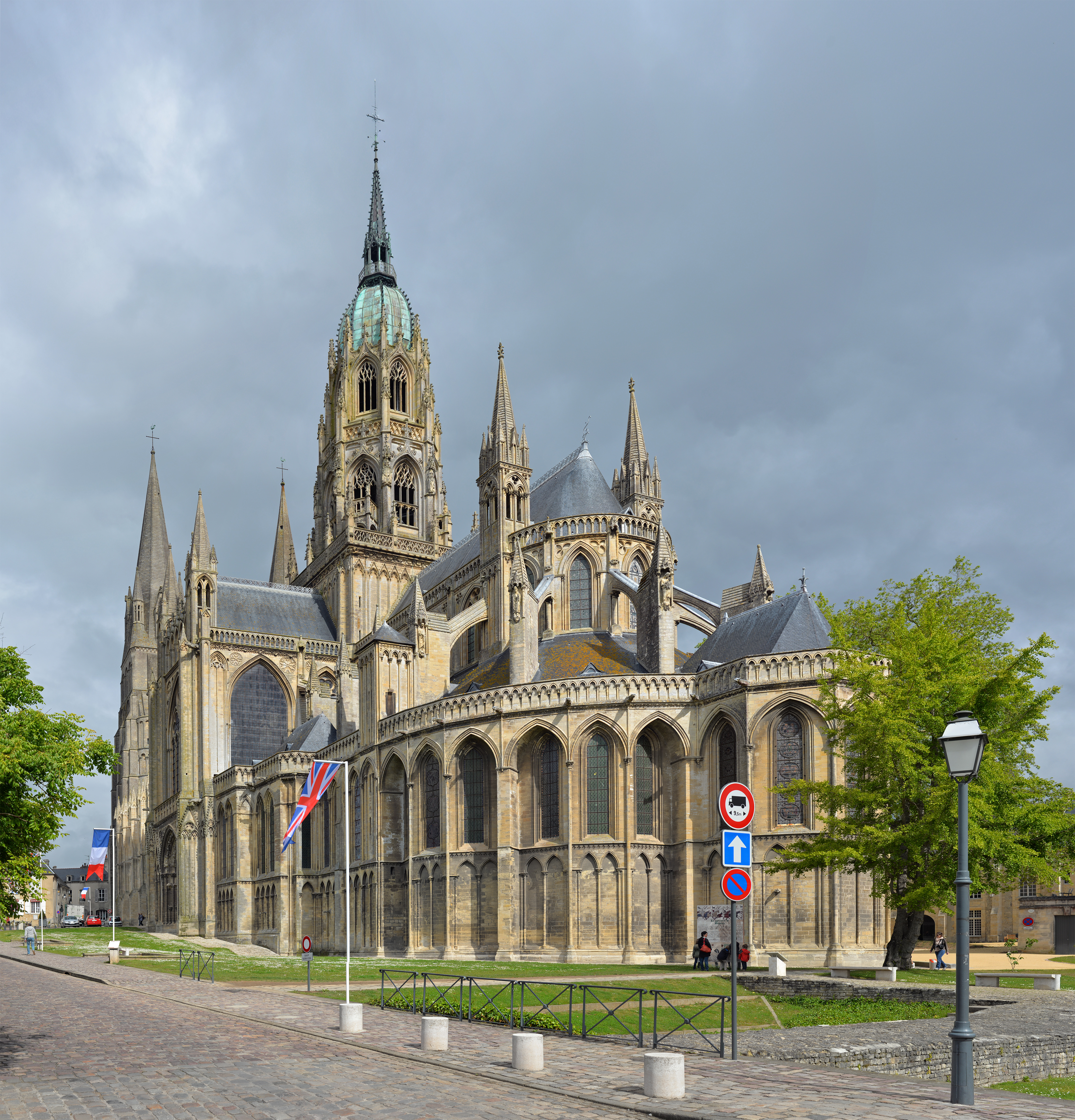
La cathédrale de Bayeux, lieu de conservation de la tapisserie du Moyen-Âge au début du XIXe siècle, avant qu’elle soit exposée à la bibliothèque.

La plus ancienne mention directe de la tapisserie est un inventaire du trésor de la cathédrale de Bayeux, dressé en 1476, qui en mentionne l'existence et précise qu'elle est suspendue autour de la nef, de pilier en pilier, pendant quelques jours chaque été, sans doute du 1er juillet (jour de la Fête des reliques) au 14 juillet (jour de la Dédicace). La coutume persiste jusqu'à la Révolution :

« Item, une tente très longue et estroicte de telle, à broderye de ymages et escripteaulx, faisans représentacion du conquest d'Angleterre, laquelle est tendue environ la nef de l'église pendant le jour et par les octabes des Reliques,. »

Il est possible que la tapisserie commandée par l'évêque Odon ait été remise et exposée pour la première fois dans la cathédrale lors de sa dédicace solennelle le 14 juillet 1077, en présence de l'archevêque de Canterbury, du roi Guillaume et de la reine Mathilde. Le reste de l'année, la tapisserie est roulée et conservée dans un coffre en bois du XVe siècle que l'on peut encore voir dans la salle du Trésor de la cathédrale. Si la destination de cette broderie n'est pas religieuse mais séculière, elle a pu être exposée à l'origine aussi bien dans des aulae de châteaux que dans des églises, faisant de cette tapisserie l'unique rescapée d'un type d'œuvres que possédaient les élites aristocratiques de l'époque,.
La tapisserie échappe aux incendies de 1105 et 1160. En 1562, des religieux, avertis de l'arrivée imminente d'une troupe de Huguenots, la mettent en sûreté. Ils ont probablement permis sa conservation étant donné que les Huguenots mettent à sac la cathédrale.
La tapisserie est redécouverte par le monde savant au XVIIIe siècle. En 1721, à la mort de Nicolas Jean Foucault, ancien intendant de Normandie et érudit, on découvre dans sa succession un dessin dépourvu d'indications, qui attise la curiosité d'Antoine Lancelot (1675-1740) de l'Académie royale des inscriptions et belles lettres. Perplexe mais convaincu que le dessin n'est qu'une partie d'une œuvre de grande taille, il fait appel au moine bénédictin Dom Bernard de Montfaucon (1655–1741), qui, en octobre 1728, retrouve la trace de la tapisserie. En 1729, il publie d'abord le dessin puis l'entièreté de la tapisserie dans ses Monuments de la monarchie française. C'est à Montfaucon que l'on doit l'attribution de l'œuvre à la reine Mathilde.

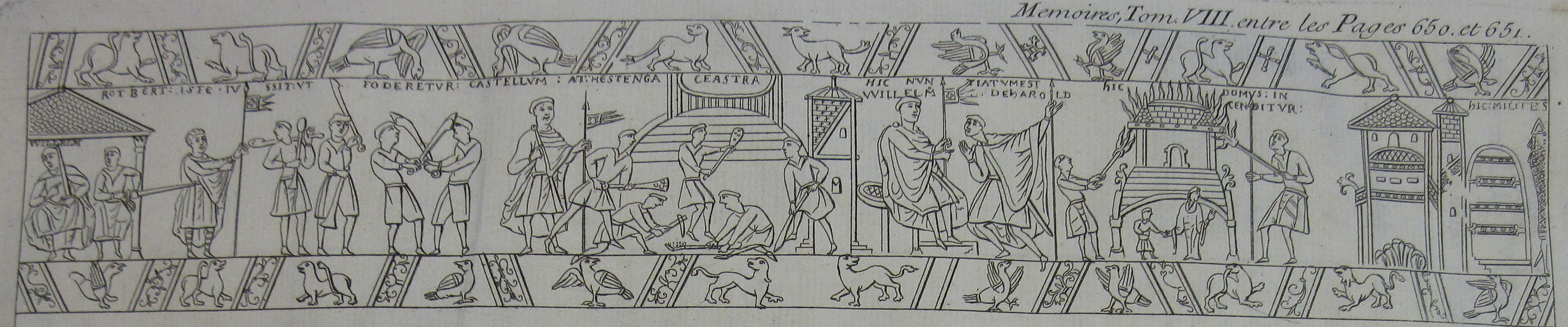
Reproduction de la tapisserie par Andrew Coltée Ducarel (1752), d'après les gravures de Bernard de Montfaucon.

Lorsqu'un voyageur anglais, Andrew Coltee Ducarel se présente à Bayeux en 1752 et demande aux prêtres à voir l'ouvrage qui relate la conquête de l'Angleterre, ces derniers semblent ignorer tout de son existence. Ce n'est que lorsqu'il leur parle de son exposition annuelle qu'ils comprennent de quel objet il retourne. Il semble donc qu'à cette époque le clergé de Bayeux exposait la tapisserie mais ne savait plus ce qu'elle représentait.
En 1792, quand la France de la Révolution entre en guerre contre l'Europe, des troupes sont levées. Au moment du départ du contingent de Bayeux, on s'avise qu'un des chariots chargés de l'approvisionnement n'a pas de bâche. Selon la tradition locale, un participant zélé propose de découper la tapisserie conservée à la cathédrale pour couvrir le chariot. Prévenu tardivement, l'avocat bayeusain Lambert Léonard Leforestier arrive cependant juste à temps pour empêcher cet usage. En 1794, selon une autre tradition locale, lors d'une fête civique, il s'en faut de peu qu'elle soit lacérée et transformée en bandes destinées à décorer un char,. La Commission des arts du district de Bayeux mise sur pied en 1794 veille ensuite à la sécurité de l'œuvre pendant la Révolution.
À des fins de propagande contre l'Angleterre qu'il projette d'envahir, Napoléon la fait venir au musée du Louvre à Paris où elle est exposée à l'admiration des foules parisiennes de novembre 1803 à février 1804. À cette occasion, un catalogue illustré avec des scènes de la broderie est d'ailleurs imprimé en quatre cents exemplaires et distribué à l'armée, afin de motiver l’esprit conquérant des troupes et de les convaincre qu'un débarquement en Angleterre est possible. L'œuvre retourne à Bayeux en 1805, précédée, le 20 février 1804, d'une lettre de Vivant Denon.
En 1816, la Société des antiquaires de Londres charge le dessinateur d'antiquités Charles Stothard (en) de réaliser un fac-similé de la tapisserie pour la série de documents Vetusta Monumenta. Ce dernier s'acquitte de cette tâche en deux ans (en ayant effectué trois séjours en France) — non sans avoir dérobé au passage un minuscule morceau de l'œuvre.
Pendant une quarantaine d'années, la tapisserie est conservée enroulée. Lors de chaque visite, on la déroule puis on la réenroule sur une machine formée de deux cylindres pour la montrer scène par scène. Ces manipulations répétées engendrent des frottements qui contribuent à l'user et risquent de la détruire. En 1835, les autorités, ayant pris conscience de sa valeur, s'en émeuvent. À partir de 1842, la tapisserie devient accessible en permanence au public dans une salle de la bibliothèque de Bayeux, où elle est suspendue dans une vitrine. En avril 1913, le premier musée de la Tapisserie est créé dans l'hôtel du Doyen à côté de la bibliothèque municipale.

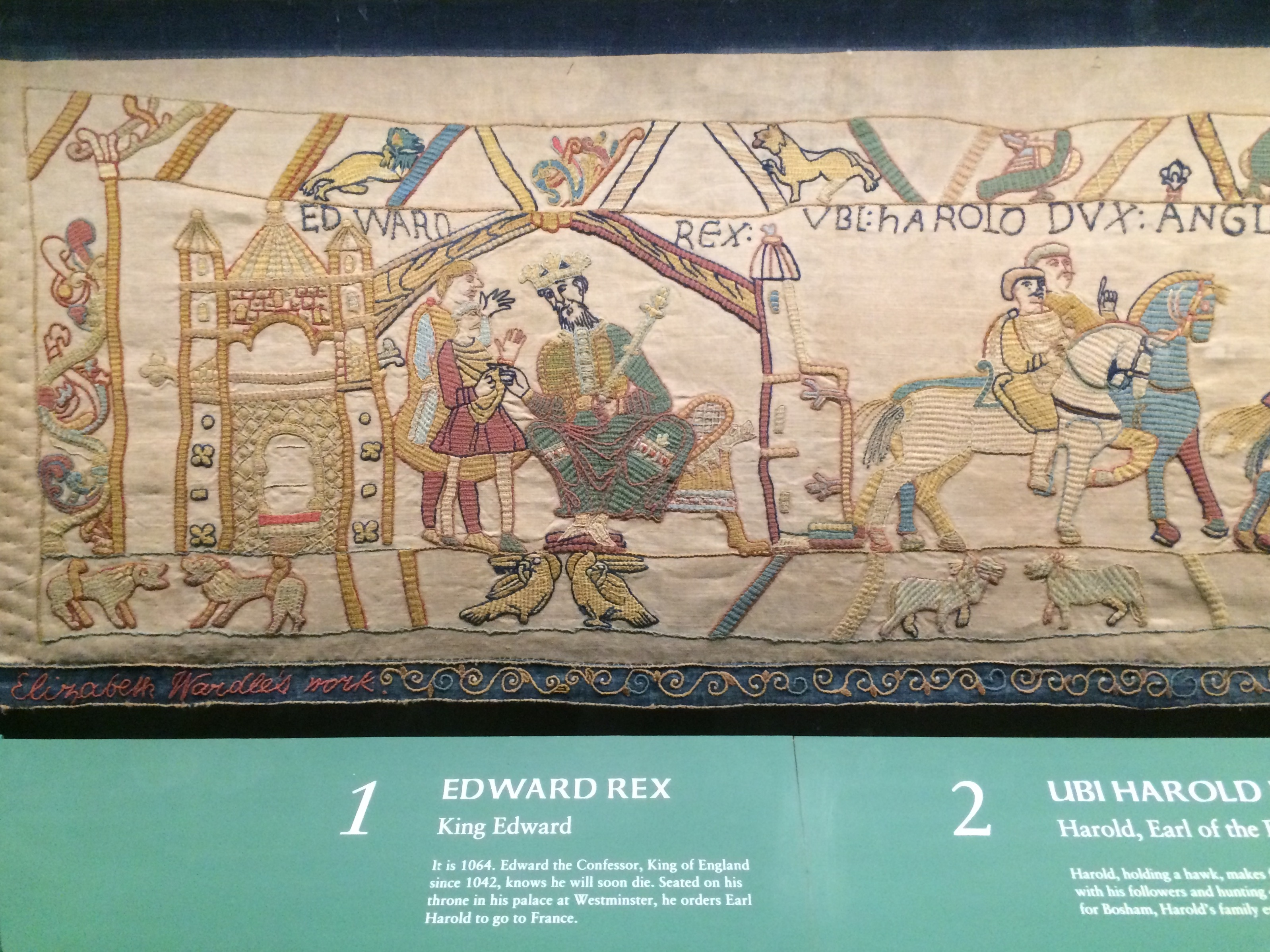
Copie grandeur nature de la tapisserie par la Leek Society, conservée au musée de Reading en Angleterre.

En 1885-1886, Elisabeth Wardle, femme d'un riche marchand, finance une copie de même taille qui se trouve maintenant à Reading en Angleterre.
Le 1er septembre 1939, au début de la Seconde Guerre mondiale, les autorités françaises, après avoir retiré la tapisserie de sa vitrine et l'avoir roulée, la mettent à l'abri dans un bunker situé dans les caves de l'hôtel du Doyen. Le 23 juin 1941, la tapisserie est transférée à l'abbaye de Mondaye. Elle y est étudiée par des scientifiques allemands dont Herbert Jankuhn et Karl Schlabow, archéologues membres de l'Ahnenerbe. C'est vraisemblablement à cette occasion que Karl Schlabow en dérobe un fragment. Le 20 août 1941, elle rejoint le château de Sourches dans la Sarthe, où elle demeure jusqu'au 26 juin 1944, date à laquelle elle est transférée au musée du Louvre sur ordre de l'occupant. S'il faut en croire le général von Choltitz, le 21 août 1944, pendant la libération de Paris, deux SS se présentent à lui et l'informent qu'ils sont chargés d’emporter la tapisserie en Allemagne. Lorsque le général leur dit que le Louvre est aux mains de la Résistance, ils repartent sans demander leur reste. La broderie est exposée dans la galerie des primitifs italiens à l'automne 1944, et le 2 mars 1945, elle repart pour Bayeux où elle retrouve l'hôtel du Doyen.

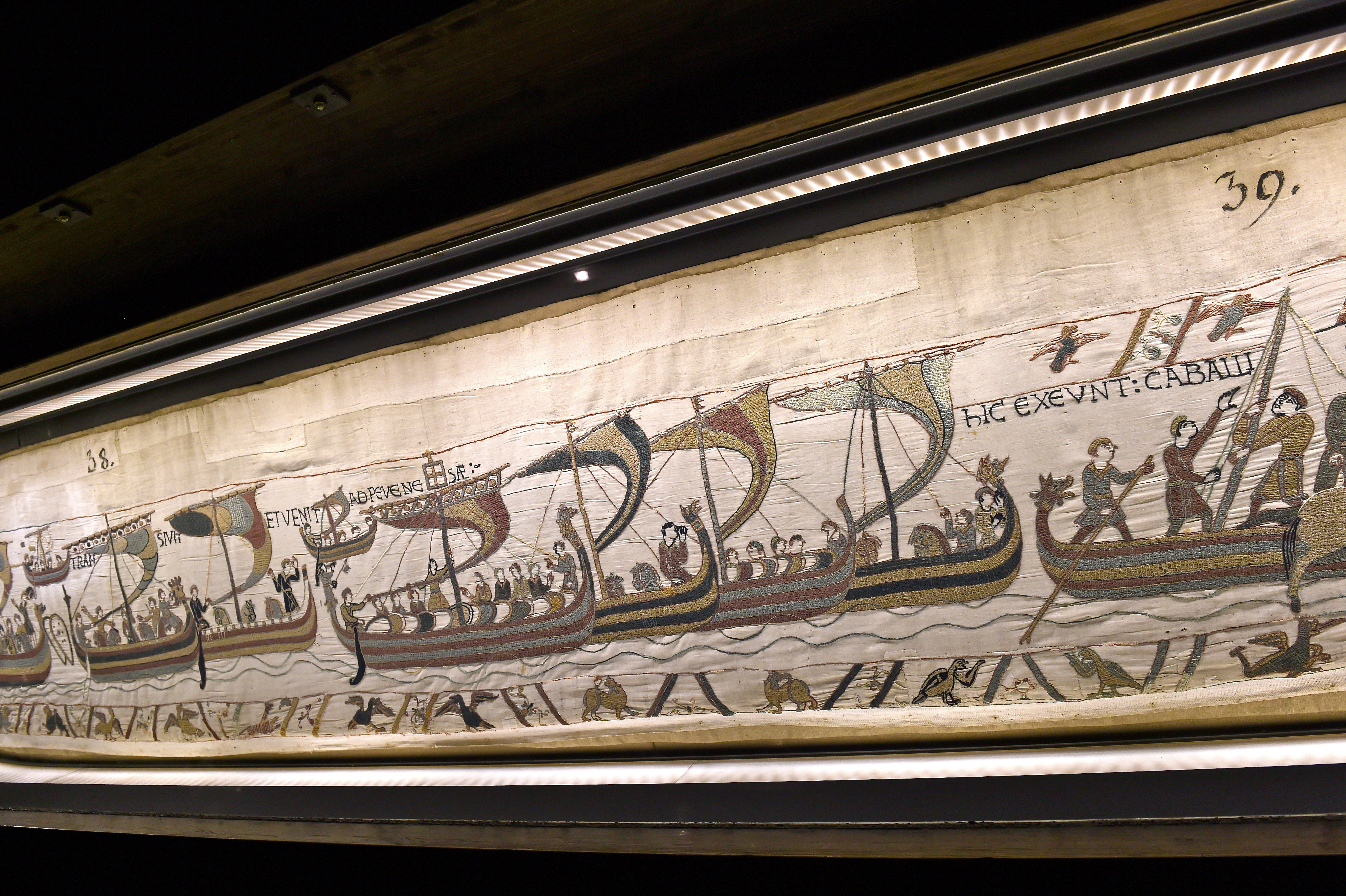
Présentation de la tapisserie au centre Guillaume-le-Conquérant : une bande de toile de lin non décorée mais numérotée double la bande de toile historiée dont l'étude de l'envers a fait apparaître qu'à divers endroits, la laine passe directement des scènes centrales aux tituli et aux bordures. La diversité des passages montre que toute la bande brodée (frises hautes et basses, inscriptions et scènes centrales) a été exécutée en une seule opération.

Un nouvel aménagement muséographique mettant en valeur la broderie est inauguré le 6 juin 1948. La présentation laisse toutefois beaucoup à désirer : la tapisserie est clouée au fond en contreplaqué d'une vitrine non étanche éclairée par des tubes fluorescents. Le principe d'un transfert dans un local plus approprié prend corps en 1977. Après une étude de la broderie et des moyens de la conserver, l'ancien grand séminaire de Bayeux accueille le chef-d’œuvre à partir de mars 1983. L'ancien séminaire prend alors le nom de « centre Guillaume-le-Conquérant ».
Début 2020, la tapisserie de Bayeux est sortie de sa vitrine pour plusieurs semaines et examinée par une équipe de restauratrices afin de réaliser un constat d'état matériel de l’œuvre en y relevant différentes altérations (taches, déchirures, plis, accrocs, etc.).
En mars 2025 est communiquée la découverte d'un fragment de la tapisserie retrouvé en Allemagne au siège des archives du land du Schleswig-Holstein à Schleswig, parmi les affaires de l'archéologue Karl Schlabow qui était venu étudier la tapisserie pendant l'Occupation en 1941. Ce fragment aurait été prélevé au dos de la tapisserie et doit être officiellement rendu à la France en 2025.

## Origines

### Commanditaire

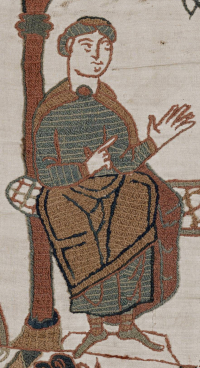
Odon de Conteville, évêque de Bayeux de 1049 à 1097 – scène 44 de la tapisserie.

Odon de Conteville (demi-frère de Guillaume le Conquérant et évêque de Bayeux de 1049 à 1097), est généralement identifié comme étant le commanditaire de la tapisserie de Bayeux,. La supposition repose sur un faisceau d'indices. Tout d'abord, sur la tapisserie ne sont nommées, en dehors des figures historiques (Harold Godwinson, Édouard le Confesseur, Guillaume le Conquérant, eta.) et de la mystérieuse Ælfgyva, que trois personnes, Wadard, Vital et Turold. Celles-ci ne sont mentionnées dans aucune autre source contemporaine de la bataille d'Hastings. Or il apparaît que ces hommes sont tous des tenants d'Odon dans le Kent, signe qu'ils faisaient partie des hommes qu'Odon a amenés à la bataille. Ensuite, la tapisserie montre Harold Godwinson jurant fidélité au duc Guillaume, sur de saintes reliques, et assistance pour son obtention du trône anglais, à Bayeux,. Orderic Vital place l'événement à Rouen, et Guillaume de Poitiers à Bonneville-sur-Touques. De plus, le rôle d'Odon à Hastings est à peine mentionné dans les sources qui ne sont pas liées à Bayeux. L'immense majorité des historiens concluent qu'Odon est le seul à avoir eu les moyens financiers de commanditer une œuvre aussi gigantesque, et qui mette en avant ses tenants et les reliques de Bayeux. Des thèses nouvelles au sujet du commanditaire voient parfois encore le jour. Selon l'une d'entre elles, la reine Édith, veuve d'Édouard le Confesseur et sœur de Harold serait la commanditaire : la tapisserie pourrait avoir été un moyen d'assurer Guillaume de sa loyauté, tout en ne montrant pas Harold sous un jour franchement défavorable. De son côté, Andrew Bridgeford penche pour un autre candidat, Eustache II, comte de Boulogne, qui avait également des choses à se faire pardonner par Guillaume. Aucune de ces deux nouvelles thèses n'a emporté l'adhésion de la communauté académique.

### Lieu de fabrication

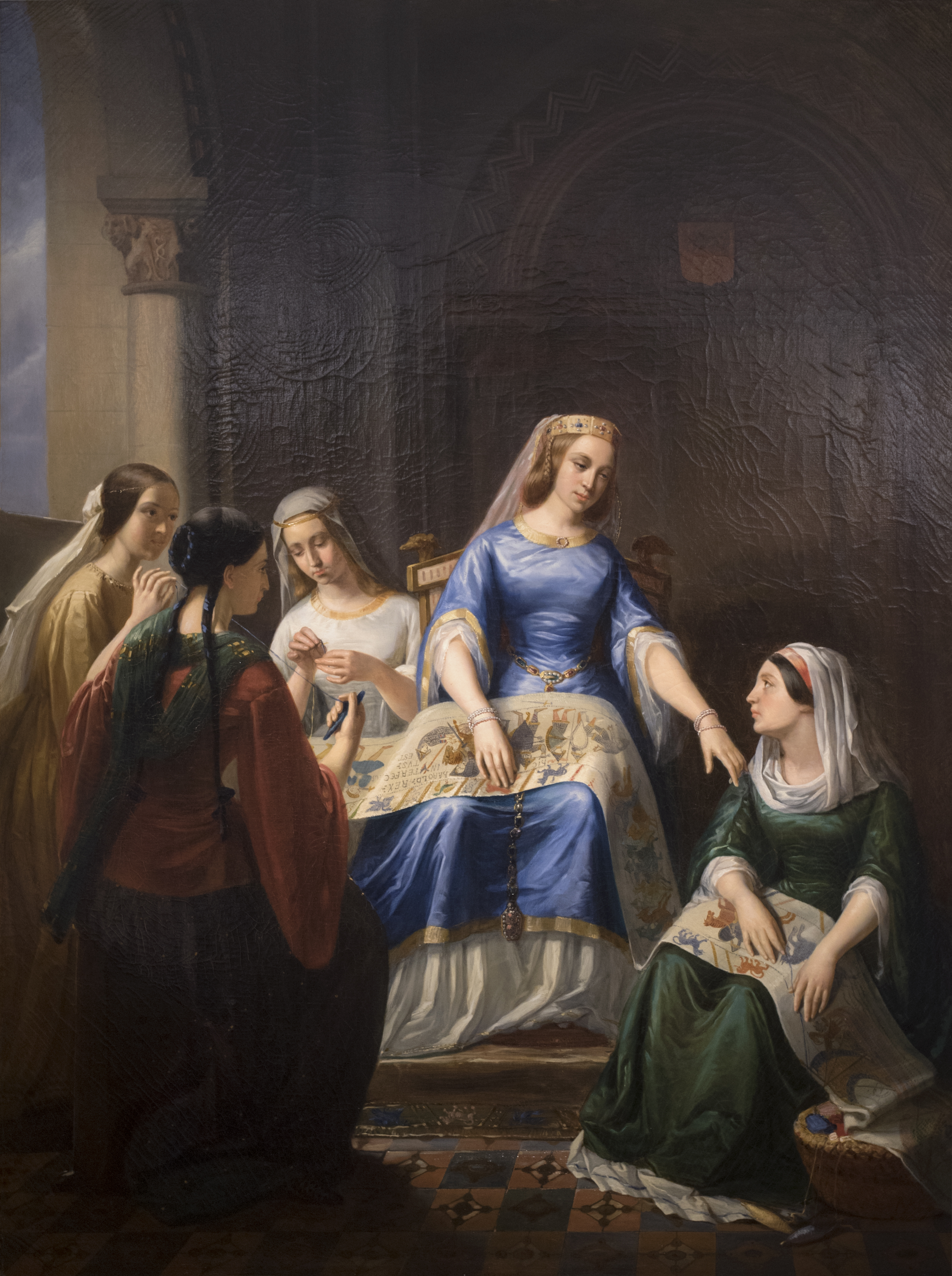
Vision romantique de Mathilde brodant la tapisserie (La Reine Mathilde travaillant à la Telle du Conquest, toile de 1848 d'Alfred Guillard conservée dans la collection du musée Baron-Gérard de Bayeux).

Si une majorité d'historiens s'accorde à penser que c'est bien Odon, comte de Kent, qui commanda cette broderie pour légitimer l'accession de Guillaume le Conquérant au trône d'Angleterre, l'identité des brodeurs ou brodeuses en revanche, fait encore l'objet de débats. Selon une légende datant de sa redécouverte au XVIIIe siècle, elle aurait été confectionnée par la reine Mathilde, aidée de ses dames de compagnie. Au XIXe siècle commença à émerger l'idée que la tapisserie aurait été fabriquée dans un atelier de broderie anglais. Au début du XXe siècle, deux Français, un érudit local bayeusain, Eugène Anquetil, et Albert Levé défendent la thèse d'une origine normande.
Après la publication en 1957 de l'essai de Francis Wormald qui entreprend d'établir un lien stylistique entre d'une part, la Tapisserie et d'autre part les miniatures du Psautier d'Utrecht et les manuscrits anglo-saxons qui en furent tirés au XIe siècle, la cause semble entendue, : dans leur immense majorité, les chercheurs s'accordent dès lors à penser que la « Broderie de Hastings » a été faite en Angleterre. Ils soulignent d'emblée que les brodeuses anglaises jouissaient d'une réputation flatteuse au XIe siècle, comme en témoigne Guillaume de Poitiers, lui-même normand. À la suite de Francis Wormald, ils relèvent également les graphies anglo-saxonnes dans les inscriptions. Pour ce qui est du lieu précis, le style de la tapisserie, proche du « style de Winchester » de la première moitié du XIe siècle, pourrait être inspiré de modèles produits dans le scriptorium du New Minster de Winchester, dans le Hampshire ou de celui de Canterbury, dans le Kent, plus précisément à l'abbaye de Saint-Augustin, tout de suite après la bataille elle-même, ce dernier lieu ayant la faveur de nombreux chercheurs,. Outre le fait que le commanditaire présumé de la tapisserie, Odon, était un bienfaiteur de l'abbaye, d'autres arguments, d'ordre stylistique, militent en faveur de cette hypothèse : il existe des affinités entre la tapisserie et plusieurs manuscrits produits dans le scriptorium de Saint-Augustin. Grâce à des archives nous savons que deux personnages secondaires et quelque peu énigmatiques de la tapisserie, Wadard et Vital, étaient des tenanciers de l'abbaye de Saint-Augustin.
Sa confection aurait duré deux ans environ, comme le montre la réalisation entre 1885 et 1886 d'une copie de l'œuvre par la Leek Society, travail collectif d'une quarantaine de brodeuses expérimentées, à qui il fallut quelque dix-huit mois pour recréer l'ouvrage sur la base de photographies.
Deux auteurs ont avancé d'autres propositions que la théorie d'une origine anglaise.
- L'historien de l'art Wolfgang Grape a repris la thèse « normande ». Il s'emploie d'abord à réfuter les arguments stylistiques puisés dans le Psautier d'Utrecht et les miniatures anglo-saxonnes en faveur de la thèse anglaise. La vivacité des personnages, proche de celle des manuscrits anglo-saxons ne le convainc pas : il estime que « la fièvre anglo-saxonne diffère de la fébrilité normande »[38]. Il doute également que des moines de Cantorbéry, où régnait un climat anti-normand, se soient prêtés à la réalisation de l'œuvre[38]. Il analyse enfin un chapiteau de la cathédrale de Bayeux, présentant des ressemblances stylistiques avec la tapisserie. Il en tire la conclusion que la tapisserie est une œuvre normande, et plus précisément, bayeusaine[39]. Sa théorie est ouvertement en réaction contre l'ouvrage de David Bernstein sur le sujet. Bien que Grape n'ait pas convaincu ses collègues, il a néanmoins eu un effet stimulant sur la recherche.
- Selon l'historien américain George T. Beech, plusieurs indices permettraient de penser que la tapisserie de Bayeux est à rapprocher de l'abbaye Saint-Florent de Saumur, atelier prestigieux de production textile depuis le début du XIe siècle. Plusieurs faits permettent, selon lui, d'étayer cette hypothèse. Avant d'être l'abbé de Saint-Florent, Guillaume Rivallon (fils de Riwallon de Dol) était seigneur de Dol en Bretagne[40]. Or plusieurs scènes de la tapisserie s'attardent sur la campagne menée par les Normands en Bretagne, marquée notamment par le siège de Dol. Deuxièmement, dans les années 1070, l'abbaye acquiert de nombreux domaines, en Angleterre et en Normandie, dans lesquels le rôle du nouveau roi d'Angleterre, est déterminant[41]. La générosité de Guillaume le Conquérant serait un moyen de récompenser le travail de l'atelier monastique. Enfin, quelques ressemblances artistiques ont été mises en évidence entre la tapisserie et les ouvrages de la France de l'ouest, dans la vallée de la Loire et en Poitou-Charentes[42]. Cependant, cette hypothèse n'est valable que si l'abbaye de Saumur abritait en son sein des Normands et des Anglais, car les détails relatifs à la flotte et aux techniques navales ne pouvaient pas être connus d'une abbaye continentale, implantée dans un contexte culturel bien différent de celui de la Normandie et de l'Angleterre de l'époque. Comme Grape, Beech a suscité l'attention de ses collègues, tout en les laissant dubitatifs[43].

Certains spécialistes sont d'avis qu'il s'agit d'un faux débat et que la tapisserie est plutôt le produit complexe d'un monde anglo-normand qui a émergé au XIe siècle.

### Lieu de destination
L'identification du lieu pour lequel elle avait été conçue a fait l'objet de nombreux débats. Selon la version traditionnelle, elle aurait trouvé sa place à la cathédrale de Bayeux pour une population souvent analphabète. Elle y aurait été exposée lors de sa consécration le 14 juillet 1077. Les partisans de cette version avancent que le commanditaire présumé était Odon, évêque de Bayeux. Son rôle dans la conquête de l'Angleterre est en effet mis en relief, sinon exagéré, dans la tapisserie. Bayeux serait également le lieu où Harold prête le serment qui joue un rôle central dans la narration.
De nombreux ouvrages récents penchent cependant en faveur d'une présentation dans la grande salle (aula) d'un château. Comme la tapisserie est une œuvre portable, qui pouvait être pliée ou enroulée, et déménagée d'un château à l'autre, au gré des déplacements de son propriétaire, cette hypothèse est plausible pour peu que les dimensions d'une telle salle aient été appropriées. Les partisans de cette hypothèse font valoir que la tapisserie comporte des scènes de nudité peu compatibles avec son exposition dans un lieu de culte. D'autres arguments sont invoqués, notamment le fait que l’œuvre est conçue pour être vue au niveau de l’œil, ce qui, pour des raisons pratiques, n'aurait sans doute pas été le cas dans la cathédrale de Bayeux. D'autres, enfin, pensent que l’œuvre aurait pu trouver sa place indifféremment dans une église ou un château et circuler d'un endroit à l'autre : exposée de façon itinérante par Odon, comte de Kent, dans différentes parties de son comté, ce dernier aurait abandonné l'idée d'utiliser cet outil de légitimation outre-Manche lorsque la situation politique changea (perte de son autorité sur le comté de Kent à la suite des révoltes anglaises lors de la conquête normande) et l'aurait offerte à la cathédrale de Bayeux,. En l'absence de sources, la question demeure ouverte.

### Date de réalisation
La question de la datation est naturellement étroitement liée à l'identité du commanditaire présumé. À supposer, comme le pense l'immense majorité des commentateurs, qu'il s'agit d'Odon de Conteville, demi-frère du roi Guillaume, l'objet fut probablement confectionné en Angleterre entre 1066 et 1082, avant que Guillaume ne fît emprisonner Odon. À supposer, comme le pensent un certain nombre d'auteurs, que l'objet ait été destiné à être exposé dans un édifice religieux, il aurait été réalisé pour la dédicace de la nouvelle cathédrale de Bayeux, le 14 juillet 1077, à laquelle assistèrent Odon, le roi Guillaume et la reine Mathilde. Plus récemment, d'autres spécialistes ont avancé l'hypothèse que la réalisation de la tapisserie serait liée à une conjoncture politique particulière. Dans les années qui suivirent immédiatement la conquête, Guillaume pensait qu'un rapprochement entre Normands et Anglais était possible, ce qui permet d'expliquer les épisodes de la tapisserie qui présentent Harold sous un jour plutôt favorable, sans compter des inscriptions telles que Harold rex Anglorum. La situation changea complètement après les révoltes de 1069-1070 : une répression féroce s'abattit sur les Anglais et il n'y avait plus aucune raison de ménager Harold. Si l'on suit cette argumentation, il faudrait donc dater la tapisserie des années 1067-1069.

## Présentation

### Description et fabrication
Exécutée « aux points d'aiguille », la tapisserie de Bayeux n'est pas, à proprement parler, une tapisserie mais une broderie (appelée autrefois « tapisserie aux points d'aiguille »),,, exécutée sur des pièces de lin blanchi.
L'ouvrage a été réalisé en fils de laine de dix couleurs différentes (et non pas huit comme on le pensait avant son analyse approfondie en 1982-83) obtenues à partir de trois teintures végétales : la garance (son pigment rouge ayant servi à produire les teintes rouge orangé, rosé ou brun), la gaude (pour la teinte jaune moutarde) et l'indigotine peut-être extrait du pastel (pour le bleu noir, le bleu foncé, le bleu moyen, le vert moyen et le vert pâle). Les couleurs ont peu souffert de leur exposition à la lumière (à l'exception de certains motifs bleus décolorés en raison de l'indigotine qui n'a pas teint les fibres à cœur), selon toute vraisemblance parce que la tapisserie n'était pas exposée en permanence.
Quatre points de broderie (et non deux comme on le croyait) ont été mis en œuvre pour réaliser la tapisserie. Les deux principaux, connus depuis longtemps, sont le point de tige (pour les inscriptions et les contours des personnages et des objets) et le point de couchage, également connu sous le nom de point de Bayeux, pour recouvrir les surfaces. Les expertises de 1982-83 ont permis d'identifier également le point de chaînette et le point fendu dans la broderie d'origine.
La broderie est constituée de neuf panneaux (et non huit, comme on le pensait avant l'étude scientifique de 1982-83) en lin assemblés en une seule pièce d'une longueur de 68,38 mètres et large d'environ 50 centimètres.
Les panneaux sont tous de longueurs différentes (13,70 m, 13,90 m, 8,19 m, 7,725 m, 5,52 m, 7,125 m, 7,19 m, 2,8 m et 2,43 m) et leurs coutures sont pratiquement invisibles. Chaque scène est assortie d'un commentaire en latin. Il faut aussi remarquer que la broderie est amputée. Sa fin est perdue mais elle devait se terminer, d'après tous les historiens, par le couronnement de Guillaume le Conquérant. Simone Bertrand, conservateur du Musée de la Tapisserie de Bayeux de 1948 à 1978, a recensé
623 personnages, 994 animaux (dont 202 chevaux et mules, et 55 chiens), 438 végétaux (dont 49 arbres), 37 forteresses et bâtiments, 41 navires et petites embarcations, et d'innombrables objets très divers. Au total, 1 515 sujets variés fournissent une mine de renseignements sur le XIe siècle.

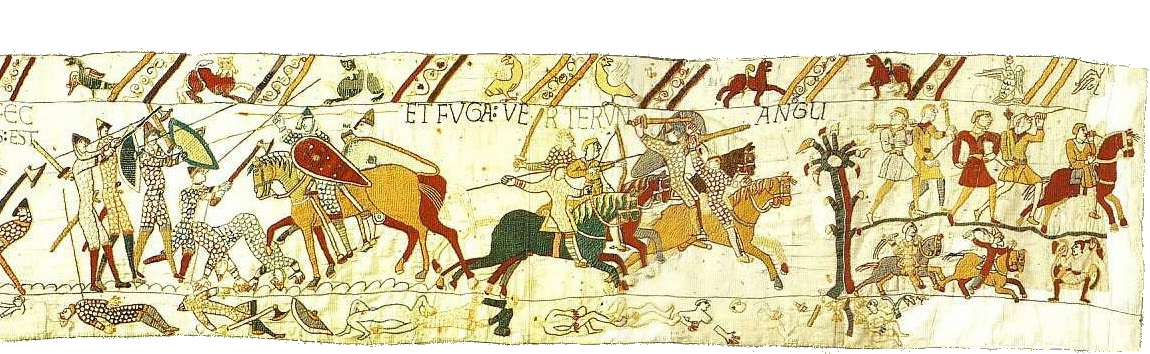
Les teintes de la scène 58, lourdement restaurée, ont beaucoup pâli jusqu'à devenir blanches, en raison des fils de restauration tous teints avec des colorants de synthèse plus sensibles à la photodégradation.

La campagne d'étude de 1982-83 a révélé que la toile de lin a fait l'objet de 518 rapiéçages à différents moments de sa longue existence. La broderie proprement dite, par contre, n'a été restaurée qu'une seule fois à une date difficile à préciser, certainement après l'apparition des colorants synthétiques dans les années 1860, puisque les restaurateurs en ont employé dix-sept, qui ont moins bien résisté au temps que ceux d'origine. Dans l'ensemble, cette restauration a été respectueuse de l'œuvre, sauf dans la scène 58.
Les éléments iconographiques sont répartis sur trois registres, un registre central narratif et deux registres ornementaux qui correspondant à la bordure supérieure et inférieure. Les épisodes du registre médian sont délimités par un bâtiment schématisé (manoir, palais…), par un arbre stylisé, aux branches nouées en entrelacs décoratifs dont les dessins sont très proches des enluminures irlandaises, ou simplement par un espace. La lecture se fait de gauche à droite mais est parfois inversée procédé dont l'interprétation reste discuté (effet de flash-back, inversion des cartons par les brodeuses ?).
Différents acteurs de la promotion touristique et des études approfondies de l'art séquentiel (The Penguin Book of Comics de George Perry & Alan Aldridge en 1967, La Bande dessinée, histoire des images de la préhistoire à nos jours de Gérard Blanchard en 1969…) considèrent depuis les années 1960 que la tapisserie de Bayeux (TB), en tant que récit structuré en séquences d'image, est une bande dessinée romane ou un des ancêtres de la bande dessinée, voire un film (documentaire, dessin animé). Certains procédés préfigurent en effet la bande dessinée (procédé de l'amorce ou de l'instantané comme la scène de culbute des chevaux, représentation des mouvements…) voire préfigurent le langage cinématographique (tableaux à ellipses, scènes de transition — moments de palabre, de conseil ou de décision —, effets de perspective à l'aide de panoramiques visuels ou de différences dans l'emploi des échelles graphiques, travellings, flash-back, essais de décomposition du mouvement comme dans la scène de la mort d'Harold…). À partir du milieu des années 1980 environ, une grande partie de la communauté des spécialistes de la tapisserie de Bayeux, « est clairement réticente à l’assimilation de la broderie à une bande dessinée ou à un film », opposant bien des arguments pour infirmer ces thèses comparatistes : il s'agit d'une broderie et non d'un codex ; il n'y a que de 30 à 70 images distinctes ; le compartimentage est différent des cases des bandes dessinées ; les tituli n'ont pas la fonction des bulles qui expriment paroles et réactions des personnages ; le public visé n'est pas le fidèle bien souvent illettré qui ne peut saisir la portée didactique et idéologique de l'œuvre, mais l'aristocratie lettrée et notamment les chevaliers qui sont l'objet de nombreuses représentations dans la tapisserie,… Le chercheur Patrick Peccatte conclut ce débat ainsi « en résumé, les tentatives de légitimation de la BD par la TB appartiennent à une époque bien révolue. Avec les progrès de l’histoire et de la théorie de la bande dessinée, il est devenu impossible de considérer la Tapisserie de Bayeux comme une œuvre similaire à une BD, un antécédent de la BD, une proto-BD, une “annonce” de la BD, etc. De ce fait, les spécialistes de la BD ont pratiquement abandonné l’éventuelle comparaison TB/BD aux seuls spécialistes de la TB. Ces derniers, cependant, préfèrent largement la comparer à un film, en produisant pourtant de médiocres arguments ».

### Bande narrative et contenu historique

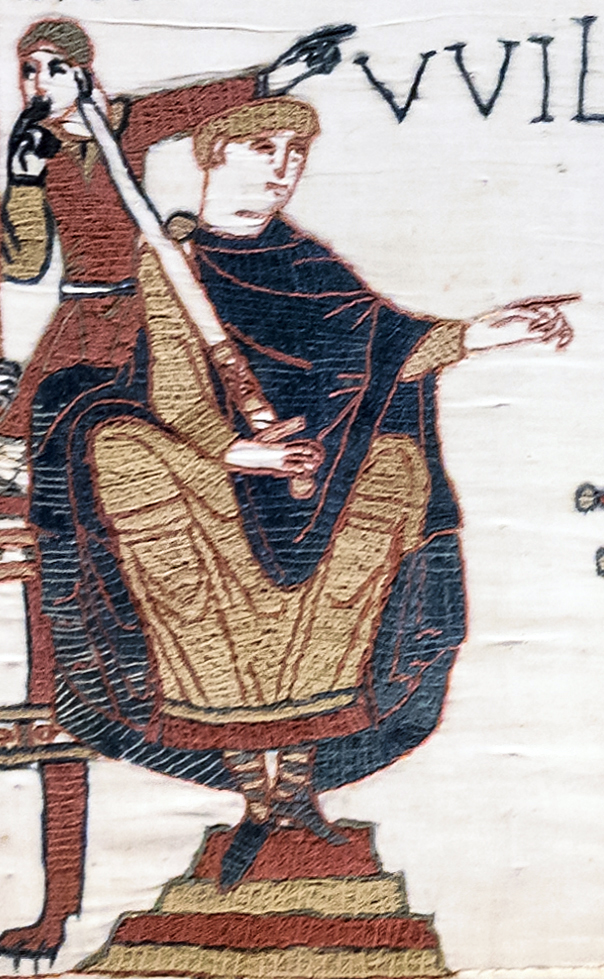
1064 Le duc Guillaume –
scène 23.

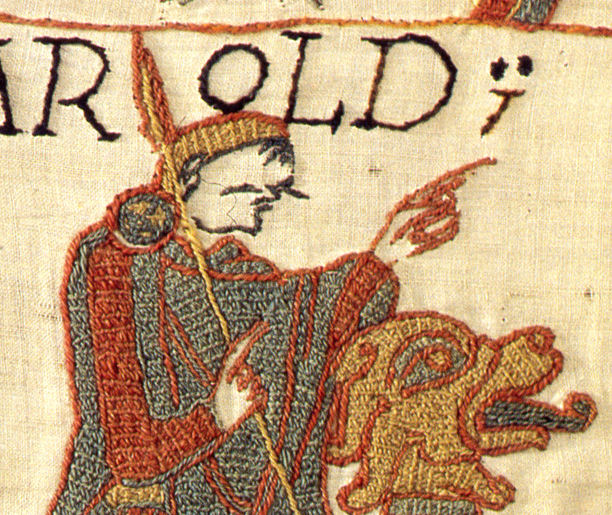
1064 Le comte Harold – scène 6.

La broderie reflète le point de vue normand de l'histoire et constitue une œuvre didactique destinée à légitimer auprès du peuple l'invasion de Guillaume, sa montée sur le trône et la justesse du châtiment infligé à Harold, représenté comme un fourbe, parjure, reniant un serment sacré (scène 23). La tapisserie est donc un récit moralisateur mettant en scène le triomphe du Bien (le bon duc Guillaume) sur le Mal (le mauvais roi Harold). Le commentaire est muet sur la nature de ce serment, mais des auteurs normands, en particulier Guillaume de Poitiers (vers 1074) en rend compte : il s'agit pour Harold de jurer qu'il respecterait la volonté d'Edouard de léguer à Guillaume la couronne d'Angleterre, et l'Anglais devait prêter un serment de vassal : ses terres reviennent à Guillaume (Gesta Guillelmi). On s'accorde généralement à penser que ce serment eut bien lieu, mais qu'il y aurait peut-être eu tromperie, puisque Harold aurait affirmé qu'il ne savait pas qu'il y avait de saintes reliques sous le livre sur lequel il jura. L'argument se trouve dans le Roman de Rou de Wace, le seul à enjoliver ainsi le récit mais la chronique du monastère de Hyde dit exactement le contraire et Lucien Musset confirme qu'Harold ne pouvait ignorer la valeur du serment.
Cependant la tapisserie laisse aussi un peu de place au point de vue anglais. Harold, le parjure, est à l'honneur dès le début de la broderie : on le voit prier Dieu à Bosham avant son départ pour le continent (scène 3) ; il sauve deux Normands du Couesnon (scène 18) ; son couronnement montre qu'il est un roi légitime et les inscriptions durant la bataille prouvent sa dignité de roi. Ainsi, la tapisserie, au-delà d'un point de vue général normand, autorise une lecture plurielle, anglaise ou normande, sur des aspects secondaires.
La première moitié de la broderie relate les aventures du comte Harold Godwinson, beau-frère du roi Édouard le Confesseur, dont le navire débarqua à la suite d'un naufrage ou d'une tempête sur les terres du comte Guy de Ponthieu (dans la Somme actuelle) en 1064. Il fut capturé par Guy, qui envisageait de le libérer contre rançon. Une scène montre Harold en pourparlers avec Guy de Ponthieu. Ils sont observés par un personnage dissimulé derrière un pilier. Selon une interprétation, il pourrait s'agir d'un espion du duc Guillaume. Quoi qu'il en soit, dans la scène suivante, deux Normands se présentent au château de Guy. Guillaume exigea de Guy qu'il lui remît Harold, ce qui fut fait. Plusieurs scènes sont ensuite consacrées à l'expédition du duc Guillaume contre le duc Conan II de Bretagne (scènes 16 à 20). Au terme de cette expédition, Guillaume donne des armes à Harold. Lucien Musset rappelle que cette scène a souvent été interprétée comme une des premières représentations d'adoubement, mais préfère y voir une simple reconnaissance par Guillaume des services rendus par Harold en Bretagne. P. Bouet et F. Neveux rejettent absolument l'idée qu'il s'agisse d'un épisode d'adoubement. Ils se rendent ensuite à Bayeux, où Harold jure, sur deux reliquaires à Guillaume, de le soutenir pour succéder à Édouard sur le trône d’Angleterre. Il revint sur cette promesse plus tard, ce qui lui valut son excommunication par le pape. La broderie montre ensuite Harold retourner en Angleterre et se faire acclamer roi après la mort d'Édouard.

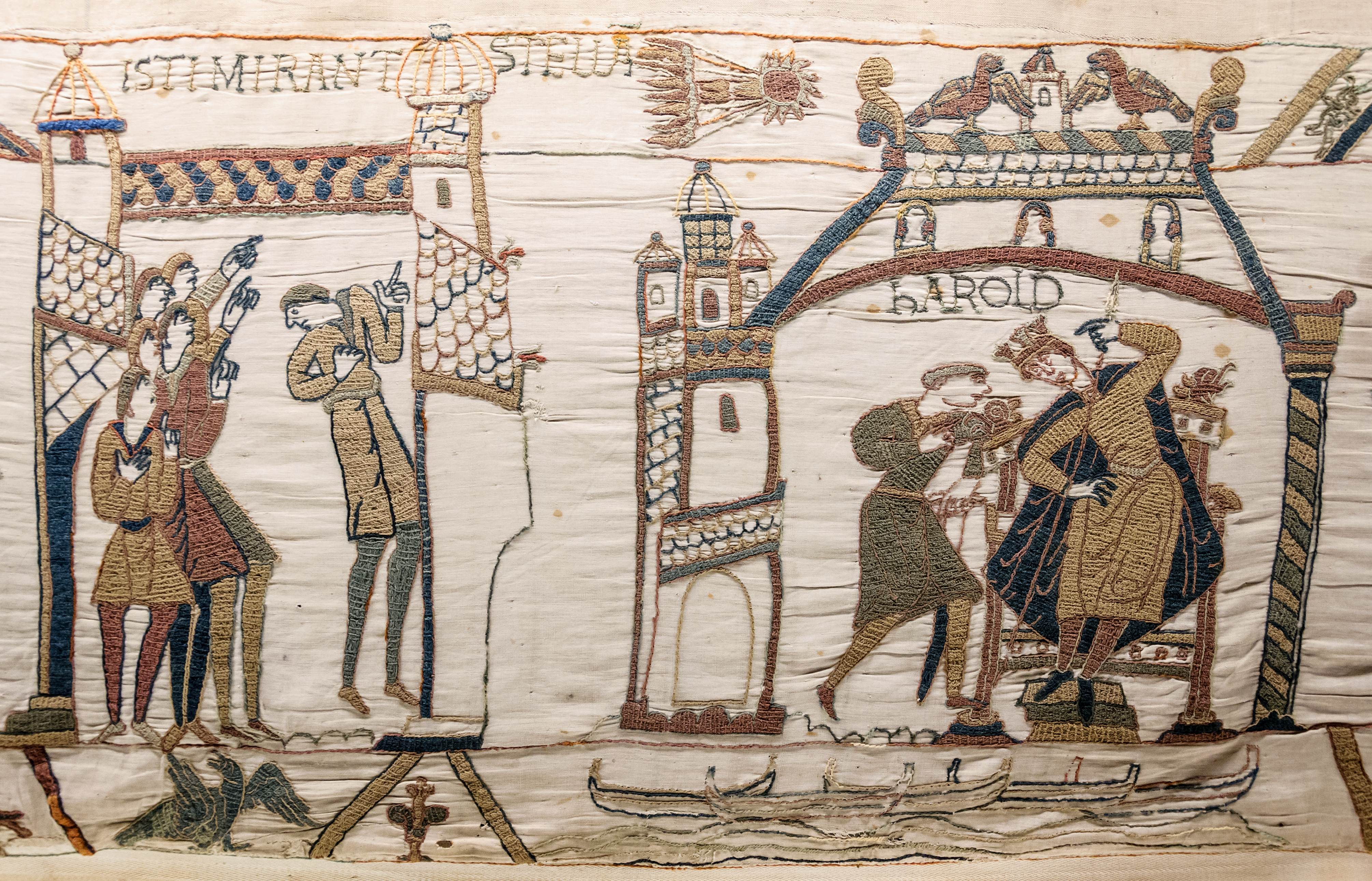
La comète de Halley, vue du 24 avril au 1 mai 1066 – soit quatre mois après l'avènement d'Harold – figurant sur la Tapisserie de Bayeux – scène 32.L'inscription, ISTI MIRANT STELLÃ, signifie Ceux-ci admirent l'étoile.

La broderie contient la représentation d'une comète, identifiée à la comète de Halley. Cette identification est entièrement justifiée car le motif figurant la comète est placé, sur cette bordure, à une date compatible avec celle du phénomène astronomique. La représentation de cet événement, visible en Angleterre à la fin d'avril 1066, figure en effet entre la scène du couronnement de Harold en janvier 1066 et l'annonce qui lui est faite d'une menace d'invasion par la flotte normande dont le regroupement s'effectue dès le début août 1066 à l'embouchure de la Dives et dans les ports environnants. Baudry de Bourgueil parle longuement de cet événement qui correspond tout à fait à la tapisserie, à l'image de ce qu'en disent d'autres lettrés de l'époque :

« Nous l'avons observée plus de dix fois, elle brillait plus que toutes les étoiles ; si elle n'avait pas été allongée, elle aurait été comme une autre lune ; elle avait derrière elle une longue chevelure ; les anciens en restent stupéfaits et déclarent qu'elle annonce de grandes choses, les mères se frappent la poitrine, mais on ignore en général ce qu'elle prépare et chacun l'interprète à sa façon. »

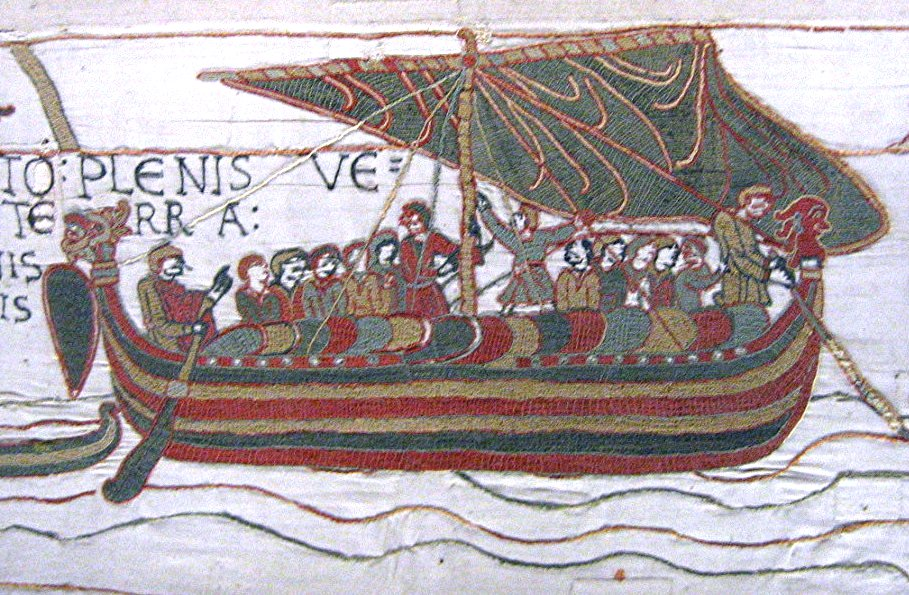
Un bateau de l'expédition, orné d'une figure à la poupe et à la proue, traverse la Manche – scène 38.

Ensuite, la broderie montre, avec un grand luxe de détails (trois scènes : 35 à 37), les préparatifs de Guillaume pour son invasion de l'Angleterre effectuée dans la nuit du 27 au 28 septembre 1066. La scène 38 montre la traversée de la Manche par la flotte normande. Au centre de la scène, on voit clairement le vaisseau de Guillaume, dont la poupe est ornée d'une figure. L'existence de ce bateau, le Mora, que la reine Mathilde avait équipé, nous est connue par un texte anonyme, la Liste des navires. Dans ce document, le petit personnage figure cependant à la proue du bateau. Le texte signale que les navires se dirigent vers Pevensey. De nos jours, cette localité se trouve à l'intérieur des terres, mais au XIe siècle, elle se trouvait au fond d'une baie. La broderie se poursuit par les représentations du débarquement, de l'installation des Normands, puis de la bataille d'Hastings du 14 octobre.

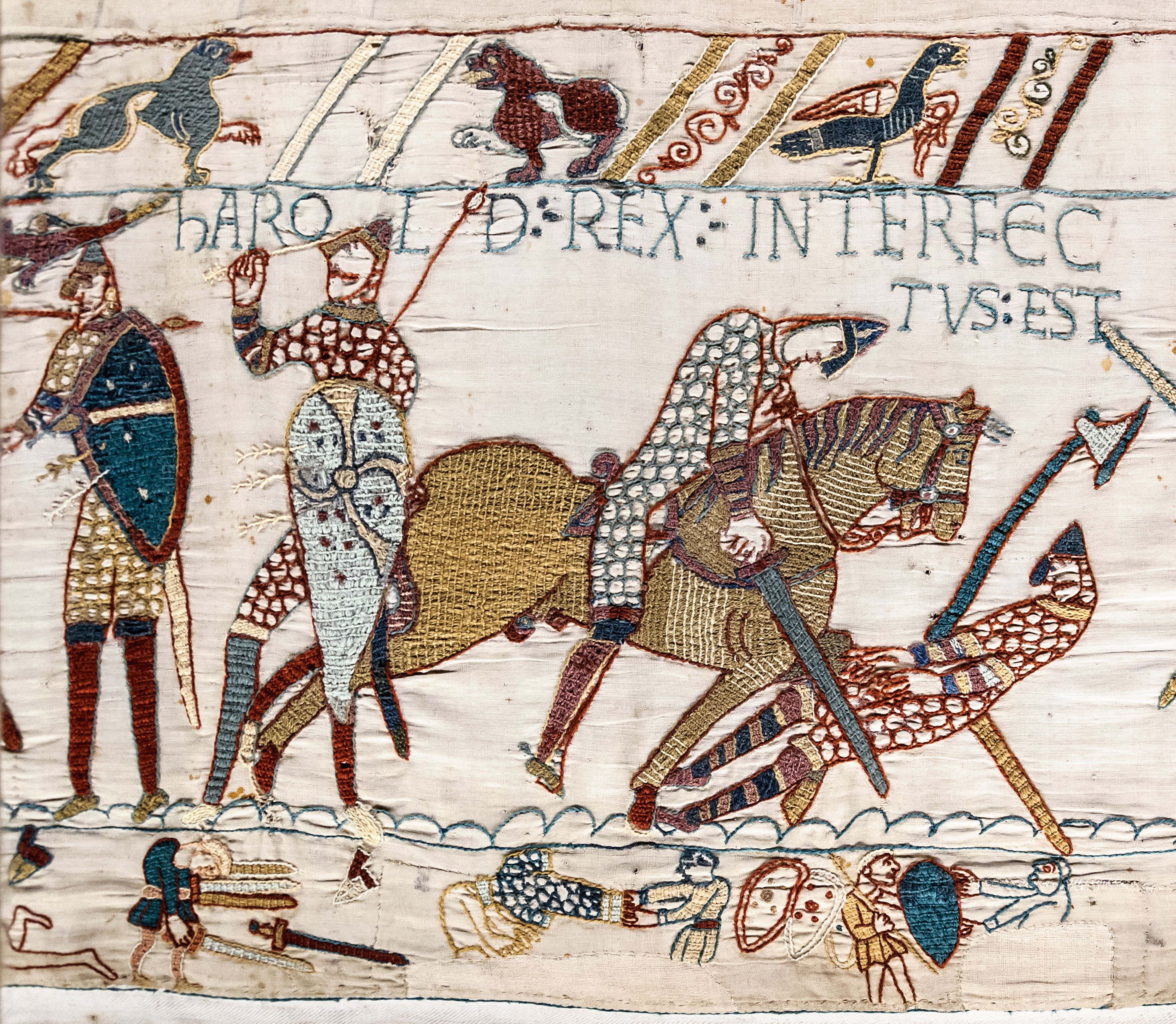
La mort du roi Harold le 14 octobre 1066 – scène 57.

Selon une tradition bien établie, basée sur les sources du second quart du XIIe siècle, Harold fut tué par une flèche dans l'œil droit. La tapisserie est censée corroborer cette version. Dans la scène 57, elle montre un individu debout, dont la tête est entourée par l'inscription Harold, retirant une flèche fichée sous son casque. Immédiatement à sa droite, un cavalier normand frappe de son épée la cuisse d'un homme en train de s'écrouler. Il est généralement admis qu'il s'agit de deux épisodes de la mort de Harold, telle qu'elle est décrite par Henri de Huntingdon et Guillaume de Malmesbury. L'historien Martin K. Foys, reprenant le dossier, rappelle que la flèche fait partie de « restaurations » basées sur le fac-similé de Charles Stothard, qui montre bien une flèche, mais au-dessus du casque. S'il l'on examine les dessins réalisés au XVIIIe siècle, on voit simplement un homme tenant à la main ce qui semble être une lance. Foys émet donc l'hypothèse que l'homme touché par la flèche n'est pas Harold mais un fantassin anglais et que seule la deuxième partie de la scène représente Harold, ce qui correspond davantage à la version d'une source probablement contemporaine de la bataille d'Hastings, le Carmen de Hastingae Proelio de Guy d'Amiens, (vers 1068–1070), qui rapporte simplement que quatre Normands s'en prirent à Harold à coups d'épée et de lance.

### Bordures

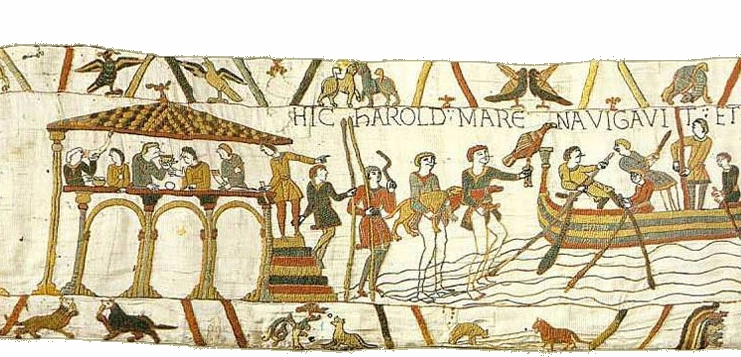
La bordure inférieure présente Le Corbeau et le Renard et Le Loup et l’Agneau — scène 4.

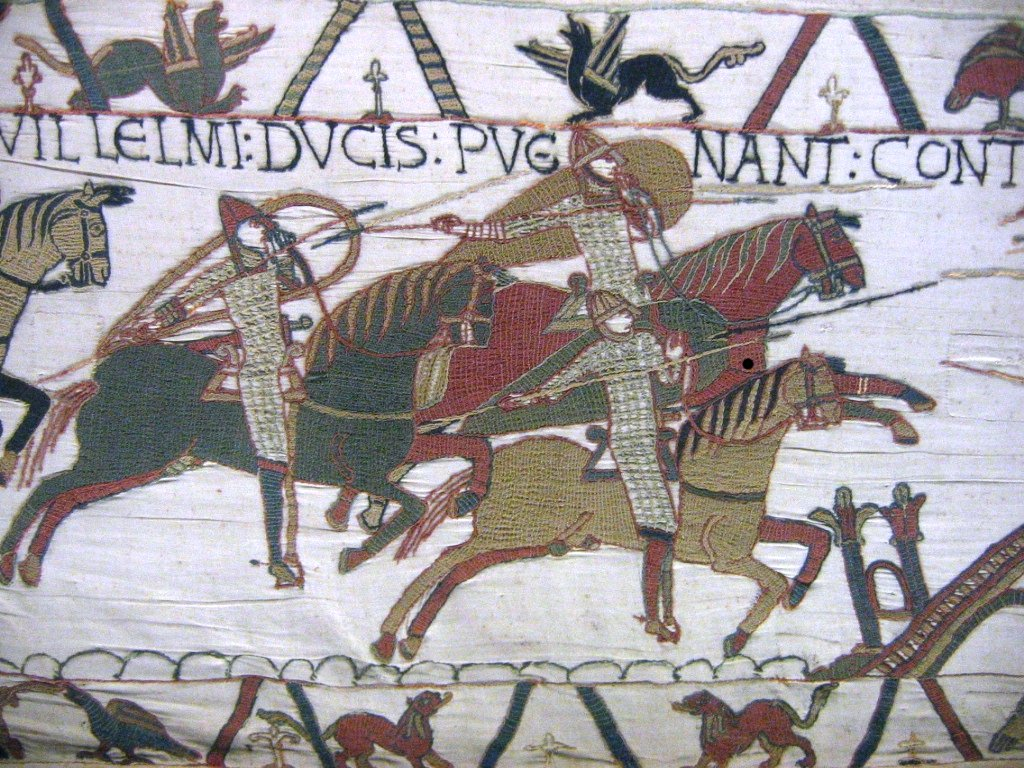
Frises en haut et en bas avec des animaux – scène 19.

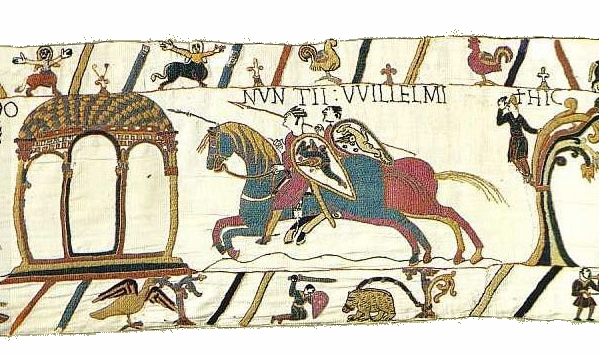
La bordure supérieure de la scène 10 représente deux centauresses. Leurs cheveux blonds et longs, avec les bras largement écartés, sont l'attribut conventionnel des prostituées dans l'imagerie du Moyen Âge.

Au-dessus et au-dessous de la bande narrative centrale se trouvent des bordures d'environ 7 cm de hauteur, délimitées par une fine ligne brodée au point de tige. Ces bordures contiennent des motifs très divers (animaux réels, sauvages ou domestiques ; créatures fantastiques ; scènes inspirées de fables antiques (on identifie facilement Le Corbeau et le Renard, Le Loup et l'Agneau) ; activités agricoles ; scènes de nudité…) séparées par des traits obliques, simples ou doubles. À partir du milieu de la scène 53, la bordure inférieure illustre la bataille : cadavres, parfois démembrés ou décapités ; armes éparpillées ; corps que l'on dépouille de leur armures ; hommes se disputant un bouclier… Dans ce chaos, de petits archers décochent leurs flèches vers la zone médiane.
Pour une minorité d'auteurs comme Wolgang Grape ou Carola Hicks, ces éléments anecdotiques ne semblent pas avoir de rapport avec le corps du récit. Ainsi, on voit dans la partie basse de la tapisserie une scène du corbeau et du renard d'Ésope reprise par Phèdre, qui n'aurait qu'un rôle décoratif. Cependant, la grande majorité des spécialistes pense qu'il existe un lien entre les bordures et la bande principale ; David Bernstein et Daniel Terkla en ont fait la démonstration. Mais il y a débat sur le point de vue reflété par les fables. R. Wissolik et D. Bernstein les ont interprétées comme un commentaire anglo-saxon d'ordre moral. Pour Bard McNulty ou D. Terkla, il s'agit d'une paraphrase soutenant le point de vue normand. Pour d'autres historiens de l'art comme Denis Bruna, ces illustrations auraient un effet apotropaïque : elles joueraient un rôle de protection ou de porte-bonheur.
Une vignette de la bordure inférieure a suscité bien des interrogations : sous la scène 33 qui représente Harold attentif aux nouvelles que lui apporte un messager, apparaissent cinq navires sans rames, voiles ni équipage. On a suggéré un lien avec le contenu de l'image principale : une invasion du pays, qu'il s'agisse des Norvégiens qui attaquèrent effectivement le nord de l'Angleterre, voire des Normands.
À la fin de la broderie, quand la bataille entre Guillaume et Harold fait rage (scènes 51 et suivantes), les motifs décoratifs de la frise inférieure disparaissent et celle-ci se remplit de cadavres, de boucliers et d'armes tombées à terre, comme si ce « débordement » voulait traduire une fureur des combats impossible à contenir dans la zone médiane. À l'exception des scènes 55 et 56 où les archers, qui ont joué un rôle décisif dans la bataille, envahissent la bordure inférieure, leurs flèches se fichant dans les boucliers des Saxons.
La scène 38, qui décrit la traversée de la Manche par la flotte de Guillaume, présente un autre « débordement » : la bordure supérieure est entièrement occupée par le sommet des navires. Ce procédé pourrait faire ressentir au spectateur l'immensité de la mer, sinon l'énormité de l'événement. Le même « débordement » apparaît à la scène 5, qui représente la traversée de la Manche par Harold.

### Inscriptions latines, traduction et description des scènes

#### Aspect formel
Traditionnellement, la description de la tapisserie s'appuie sur la « bande numérotée », au-dessus de la partie brodée. Cette bande, datant probablement du XVIIe siècle, est destinée à l'origine à l'accrochage de l'œuvre. Y figurent de gros numéros à l'encre, qui délimitent grossièrement 58 « scènes ». Ce système de référence ne satisfait pas les chercheurs du XXIe siècle, qui lui reprochent son imprécision, mais que l'on continue d'employer faute de mieux.
Les inscriptions latines, les tituli, présentes dans la partie supérieure du registre central, commentent une scène ou rassemblent deux scènes sous un même titre. Découpant l'histoire dans un langage parataxique, elles ont plus une vocation de désignation que de commentaire narratif. Le texte latin est rédigé dans la plupart des cas en capitales romaines, bien moins souvent en onciales, sans que l'on puisse déterminer un quelconque système. 
Il comporte plusieurs graphies typiquement anglo-saxonnes : le Æ, dans quelques noms propres (ÆLFGYVA et PEVENESÆ, scènes 15 et 38) ainsi que le Ð, dans le nom propre GYRÐ (scène 52). Le W- est rendu par VV- (VVillelmus), c'est-à-dire V double .Bagias pour Baias, avec -g- (ou -ġ-) notant [j] en vieil anglais, correspondant à l'anglais moderne -y-. On note également la présence du graphe Ea- / -ea- conservé en anglais modernes généralement dans d'autres vocables, ainsi ceastra, alors que l'on s'attend à la forme latine castra (scène 45), ou encore Eadwardi et Eadwardus (scènes 26 et 27). Hastings apparaît sous une forme tantôt anglaise Hesteng (scène 45), tantôt latine Hestinga(m) (scène 40) ou Hestenga (scène 48).
Le signe de ponctuation le plus fréquent, formé de deux points superposés, sert à séparer les mots. Un signe formé de trois points superposés apparaît plus rarement. Un signe en forme de croix apparaît deux fois (scènes 12 et 38) : en principe, il indique le début d'un texte. À la scène 38, la croix correspond à une couture, d'où l'hypothèse qu'un atelier différent aurait commencé son travail à cet endroit précis. Mais la scène 12 ne correspond à aucune couture, ce qui rend hasardeuse toute hypothèse en la matière.
Les inscriptions sont brodées en noir jusqu'à la scène 42. Ensuite, les lettres ou groupes de lettres font alterner le rouge et le noir. À partir de la scène 52, on trouve du noir et du jaune, ainsi qu'un peu de rouge. À la scène 57, du vert apparaît.

#### Linguistique
Généralement brefs et de syntaxe simple, les textes sont à la portée d'une personne possédant un latin élémentaire.
Si huit d'entre eux (soit 13 %) ne comportent qu'un nom de personne ou de lieu, la plupart sont des phrases qui décrivent les circonstances d'une action et commencent par un adverbe : hic (ici) dans la plupart des cas, avec deux variantes et hic - et ici (37 scènes, soit 63 %) ; ubi (où) plus rarement (5 scènes, soit 8 %).
Certains mots latins dénotent une origine continentale, tels parabolant (scène 9) ou caballi (scène 39). De plus rares revêtent une forme anglo-saxonne, comme ceastra où l'on s'attend à la forme latine castra (scène 45), ou encore Eadwardi et Eadwardus (scènes 26 et 27). Hastings apparaît sous une forme tantôt anglaise Hesteng (scène 45), tantôt latine Hestinga(m) (scène 40) ou Hestenga (scène 48).
Le prénom des protagonistes, latinisé en Edwardus (Édouard, avec une variante Edward à la scène 1), Haroldus (Harold), Willelmus ou Wilgelmus (Guillaume), Wido (Guy), est régulièrement décliné selon la règle. On note toutefois une erreur à la scène 46 : Willelm et (de) Harold, au lieu de l'ablatif Willelmo et (de) Haroldo.
Quelques fautes de conjugaison peuvent compromettre la compréhension du récit. À la scène 27, le verbe déponent alloquitur (il parle) revêt à tort la forme active alloquit, ce qui équivaut à un barbarisme. À l'inverse, à la scène 40, le verbe actif raperent (qu'ils dérobent) se transforme indûment en raperentur (qu'ils soient dérobés) : cette forme passive relève du solécisme.
Un certain flottement préside au choix du temps. Dans la majorité des légendes (22 cas, soit 38 %), le passé est utilisé, avec une prédilection pour le parfait ; l'imparfait n'est employé que deux fois (scènes 17 et 56). Le présent apparaît dans 18 scènes (soit 31 %). Présent et passé se trouvent combinés dans 3 scènes (42, 43 et 56), soit 5 %. Eu égard à l'ambivalence de certaines désinences latines, dans 7 légendes (soit 12 %) le temps peut avoir un valeur indifféremment présente ou passée (scènes 5, 7, 12, 14, 22, 25 et 34).

#### Lecture et description des scènes
| No de la scène                                                                                 | Texte latin | Traduction et description                                                                                            | Image | Description |
| ---------------------------------------------------------------------------------------------- | --- | --- | --- | --- |
| Scènes 1 à 7 : voyage d'Harold en Normandie                                                    | | | | |
| 1                                                                                              | EDVVARD RЄX : | Le roi Édouard | | Entrevue entre Édouard et son beau-frère Harold dans un palais royal. Le roi confie une mission diplomatique ou politique à Harold : transmettre un message au duc Guillaume.                                                                       |
| 2                                                                                              | VBI : hAROLD DVX : ANGLORVM : ET SVI MILITЄS : ЄQVITANT : AD BOShAM :                                                                         | Où le duc des Anglais Harold et ses soldats chevauchent vers Bosham.                                                 | | Harold part accomplir sa mission et se rend au lieu d'embarquement de Bosham. Harold et l'un de ses compagnons s'agenouillent à l'entrée de l'église pour prier.                                                                                    |
| 3                                                                                              | ЄCCLЄSIA : | L'église | | Harold part accomplir sa mission et se rend au lieu d'embarquement de Bosham. Harold et l'un de ses compagnons s'agenouillent à l'entrée de l'église pour prier.                                                                                    |
| 4                                                                                              | HIC hAROLD : MARЄ NAVIGAVIT : | Ici, Harold navigua en mer                                                                                           | | Après un banquet dans le manoir seigneurial d'Harold, les hommes prennent l'escalier menant à la plage d'embarquement. |
| 5                                                                                              | ET VЄLIS VЄNTO : PLЄNIS VЄ==NIT : IN TERRÃ(M) : VVIDONIS COMITIS                                                                              | Et voiles au vent, il aborde (ou aborda) sur la terre du comte Guy                                                   | | Traversée vers la côte normande. |
| 6                                                                                              | HAROLD : | Harold | | Accostage d'Harold, debout à la poupe de son navire échoué, sur la plage du Ponthieu. |
| 7                                                                                              | hIC : APRЄhЄNDIT : VVIDO : HAROLDṼ(M): | Ici, Guy se saisit (ou s'est saisi) d'Harold                                                                         | | Guy de Ponthieu, dressé sur ses étriers, donne l'ordre à deux sergent d'armes d'appréhender Harold. |
| Scènes 8 à 18 : capture d'Harold - rencontre avec Guillaume                                    | | | | |
| 8                                                                                              | ЄT DVXIT : EVM AD BЄLRЄM : ET IBI ЄVM : TENVIT :                                                                                              | Et il l'emmena à Beaurain, où il le retint                                                                           | | Harold qui caracole en tête, est conduit par une escorte de cavaliers bien armés au château du comte Guy de Ponthieu. |
| 9                                                                                              | VBI : hAROLD: ⁊ VVIDO : PARABOLANT : | Ici, Harold et Guy s'entretiennent                                                                                   | | Face à face entre Guy de Ponthieu assis sur son siège d'apparat, et Harold. |
| 10                                                                                             | VBI : NVNTII : VVILLELMI : DVCIS : VENERVNT : AD VVIDONЄ(M)                                                                                   | Où les messagers du duc Guillaume vinrent voir Guy                                                                   | | Négociations entre Guy de Ponthieu et les deux ambassadeurs de Guillaume. |
| 10                                                                                             | TVROLD | Turold | Le nom Turold désigne un des ambassadeurs de Guillaume et non le « nain » palefrenier qui tient les deux chevaux récalcitrants.          | |
| 11                                                                                             | NVNTII : VVILLELMI | Les messagers de Guillaume                                                                                           | | La chevauchée des deux messagers vers le château de Beaurain. |
| 12                                                                                             | † HIC VENIT : NVNTIVS : AD WILGЄLMVM DVCEM | †Ici, un messager vient (ou vint) chez le duc Guillaume                                                              | | |
| 13                                                                                             | HIC : WIDO : AD DVXIT hAROLDVM AD VVILGЄLMVM : NORMANNORVM : DVCЄM                                                                            | Ici, Guy amena Harold à Guillaume, duc des Normands                                                                  | | |
| 14                                                                                             | HIC : DVX : VVILGELM : CVM hAROLDO : VЄNIT AD PALATIṼ(M) SVṼ(M)                                                                               | Ici, le duc Guillaume arrive (ou arriva) en son palais avec Harold                                                   | | Un guetteur dans une tourelle aperçoit la chevauchée. Guillaume assis sur un siège reçoit un Harold gesticulant dans l’aula turris (« hall de la Tour ») du palais ducal de Rouen                                                                   |
| 15                                                                                             | VBI : VNVS : CLЄRICVS : ЄT ÆLFGYVA | Où (l'on voit) un prêtre et Ælfgyva                                                                                  | | Scène d'une promesse de mariage ou d'un scandale sexuel. |
| 16                                                                                             | HIC VVILLEM : DVX : ЄT ЄXЄRCITVS : EIVS : VЄNЄRVNT : AD MONTЄ(M) MIChAЄLIS                                                                    | Ici, le duc Guillaume et son armée arrivèrent au Mont-Michel                                                         | | |
| 17                                                                                             | ЄT HIC : TRANSIЄRVNT : FLVMЄN : COSNONIS : | Et ici, ils traversèrent la rivière du Couesnon                                                                      | | |
| 17                                                                                             | HIC : hAROLD : DVX : TRAhЄBAT : ЄOS : DЄ ARЄNA                                                                                                | Ici, le duc Harold les extrayait du sable                                                                            | | |
| 18                                                                                             | ЄT VЄNЄRVNT AD DOL : ЄT : CONAN :FVGA VЄRTIT :RЄDNЄS                                                                                          | Et ils arrivèrent à Dol et Conan s'enfuit à Rennes                                                                   | | |
| Scènes 19 à 25 : campagne de Guillaume en Bretagne contre Conan - serment d'Harold à Guillaume | | | | |
| 19                                                                                             | hIC MILITЄS VVILLЄLMI : DVCIS : PVGNANT : CONTRA DINANTЄS :                                                                                   | Ici, les soldats de Guillaume se battent contre les Dinannais                                                        | | |
| 20                                                                                             | ET : CVNAN : CLAVЄS : PORRЄXIT : | Et Conan tendit les clefs (de la ville)                                                                              | | |
| 21                                                                                             | hIC : WILLЄLM : DЄDIT : hAROLDO : ARMA | Ici, Guillaume donna des armes à Harold                                                                              | | |
| 22                                                                                             | hIЄ VVILLELM VЄNIT : BAGIAS | Ici, Guillaume arrive (ou arriva) à Bayeux                                                                           | | |
| 23                                                                                             | VBI hAROLD : SACRAMЄNTVM : FECIT :VVILLELMO DVCI :                                                                                            | Où Harold prêta serment au duc Guillaume                                                                             | | |
| 24                                                                                             | hIC HAROLD : DVX : RЄVERSVS : EST AD ANGLICAM : TERRAM :                                                                                      | Ici, le duc Harold revint en terre anglaise                                                                          | | |
| 25                                                                                             | ET VЄNIT : AD : EDVVARDVM REGEM : | Et il va (ou vint) trouver le roi Edouard                                                                            | | |
| Scènes 26 à 34 : mort d'Édouard - couronnement d'Harold                                        | | | | |
| 26                                                                                             | hIC PORTATVR : CORPVS : EADWARDI : RЄGIS : AD : ЄCCLЄSIAM : S(AN)C(T)I PETRI AP(OSTO)LÎ                                                       | Ici, la dépouille du roi Edouard est emmenée à l'église St Pierre Apôtre                                             | | Le catafalque d'Édouard est transporté par huit porteurs à l'abbatiale de Westminster |
| 27                                                                                             | hIC EADVVARDVS : REX IN LЄCTO ALLOQVIT : FIDELES                                                                                              | Ici, le roi Édouard alité parle à ses proches                                                                        | | Édouard sur son lit d'agonie, parle à l'archevêque Stigand et tend la main, en un geste de donation, vers son beau-frère Harold, agenouillé, le désignant comme l'héritier du trône d'Angleterre.                                                   |
| 28                                                                                             | ET HIC : DЄFVNCTVS ЄST | Et ici, il mourut | Edouard est cousu dans un linceul par deux serviteurs, en présence d'un prélat                                                           | |
| 29                                                                                             | hIC DEDERVNT : hAROLDO : CORONÃ(M) REGIS | Ici, ils donnèrent à Harold la couronne de roi                                                                       | | Deux émissaires de l'assemblée des notables (le witan) remettent à Harold les regalia (la couronne royale et la hache à long manche). |
| 30                                                                                             | hIC RЄSIDET hAROLD RЄX ANGLORVM : | Ici siège Harold, roi des Anglais                                                                                    | | Couronnement d'Harold devant le witan représenté par deux notables, le clergé représenté par l'archevêque Stigand et le peuple représenté par cinq laïcs.                                                                                           |
| 31                                                                                             | STIGANT ARChI EṔ(ISCOPV)S | L'archevêque Stigand                                                                                                 | Le prélat ne porte pas le pallium des archevêques mais ses vêtements épiscopaux (chasuble, aube, étole). Il tient à la main le manipule. | |
| 32                                                                                             | ISTI MIRANT STELLÃ(M) | Ceux-ci observent l'étoile                                                                                           | | Passage de la comète. |
| 33                                                                                             | hAROLD | Harold | | |
| 34                                                                                             | hIC : NAVIS : ANGLICA : VЄNIT. IN TЄRRAM WILLELMI : DVCIS                                                                                     | Ici, un navire anglais aborde (ou aborda) sur la terre du duc Guillaume                                              | | |
| Scènes 35 à 44 : préparatifs de l'invasion - débarquement - pillage - banquet                  | | | | |
| 35                                                                                             | HIC : WILLЄLM DVX : IVSSIT NAVЄS EDIFICARE :                                                                                                  | Ici, le duc Guillaume ordonna de construire des navires                                                              | | En mars 1066, se tient un conseil de famille dans le château de Lillebonne au cours duquel le duc décide avec Odon et Robert de Mortain de la construction d'une flotte.                                                                            |
| 36                                                                                             | hIC TRAhVNT : NAVЄS AD MARЄ | Ici, ils tirent les navires à la mer                                                                                 | | |
| 37                                                                                             | ISTI PORTANT : ARMAS : AD NAVЄS : ЄT hIC TRAhVNT : CARRVM CVM VINO : ET ARMIS                                                                 | Ceux-ci portent des armes vers les navires et ici, ils tirent un chariot empli de vin et d'armes                     | | |
| 38                                                                                             | †hIC : VVILLELM : DVX IN MAGNO : NAVIGIO : MARЄ TRANSIVIT ET VENIT AD PЄVЄNЄSÆ :                                                              | †Ici, le duc Guillaume traversa la mer sur un grand navire et arriva à Pevensey                                      | | |
| 39                                                                                             | hIC ЄXЄVNT : CABALLI DE NAVIBVS : | Ici, les chevaux sortent des navires                                                                                 | | |
| 40                                                                                             | ЄT hIC : MILITЄS FESTINAVERVNT: hЄSTINGA : VT CIBVM RAPERENTVR:                                                                               | Et ici, les soldats se hâtèrent vers Hastings pour s'y emparer de vivres                                             | | Scène de razzia. Deux cavaliers protègent les fourrageurs en maraude qui se procurent du ravitaillement dans les fermes et les villages les plus voisins.                                                                                           |
| 41                                                                                             | HIC : EST : VVADARD : | Voici Wadard | | Sur le camp militaire, Wadard officie comme intendant commandant la troupe qui revient de marauder, et préside au partage du des vivres. |
| 42                                                                                             | hIC : COQVITVR : CARO ET hIC : MINISTRAVЄRVNT MINISTRI                                                                                        | Ici on cuit la viande et ici, les serviteurs s'affairèrent                                                           | | Cuisines de campagne, pour cuire le pain et les viandes. |
| 43a                                                                                            | hIC FECЄRVNT : PRANDIVM : | Ici ils préparèrent le repas et ici, l'évêque bénit la nourriture et la boisson                                      | | Dressage des plats et repas en plein air. |
| 43b                                                                                            | ET. hIC. EPISCOPVS : CIBṼ(M) : ET : POTṼ(M) : BENEDICIT.                                                                                      | Ici ils préparèrent le repas et ici, l'évêque bénit la nourriture et la boisson                                      | | Banquet de Guillaume et de son état-major groupés autour de la table d'honneur disposée en fer à cheval. Odon au centre bénit de la main droite le repas.                                                                                           |
| 44                                                                                             | ODO : EP(ISCOPV)S : WILLELM : ROTBERT : | L'évêque Odon. Guillaume. Robert                                                                                     | | conseil de famille présidé par Guillaume, l'épée haute. |
| Scènes 45 à 51 : fortification du camp - Guillaume harangue ses troupes                        | | | | |
| 45                                                                                             | ISTE. IVSSIT : VT FODERЄTVR : CASTELLVM AT HESTENGA CEASTRA                                                                                   | Celui-ci ordonna d'édifier une fortification près du camp de Hastings                                                | | Construction d'un camp fortifié sous la supervision de Guillaume qui porte en main la bannière de Saint-Pierre (en). Les terrassiers munis de pioches et de pelles élèvent le CEASTRA (la motte castrale d'Hastings).                               |
| 46                                                                                             | HIC NVNTIATVM EST : WILLELMO DE hAROLD : | Ici, on a donné à Guillaume des nouvelles d'Harold                                                                   | | Guillaume reçoit un messager armé, identifié par la tradition à Robert FitzWimarc. |
| 47                                                                                             | hIC DOMVS : INCENDITVR : | Ici, une maison est incendiée                                                                                        | | Deux valets d'armée déblaient le terrain en incendiant une maison à deux niveaux au moyen de torches. |
| 48                                                                                             | hIC : MILITES : EXIERVNT : DE hESTENGA : ET : VENERVNT AD PRЄLIVM : CONTRA : hAROLDVM : REGЄ                                                  | Ici, les soldats sortirent de Hastings et allèrent combattre le roi Harold                                           | | La cavalerie normande se met en branle au début de la bataille de Hastings. |
| 49                                                                                             | HIC : VVILLELM : DVX INTERROGAT : VITAL : SI VIDISSЄT HAROLDI EXERCITṼ(M)                                                                     | Ici, le duc Guillaume demande à Vital s'il a vu l'armée d'Harold                                                     | | Guillaume et Odon chevauchent de conserve à la tête d'un escadron. Vital leur indique où se trouve l'armée ennemie. |
| 50                                                                                             | ISTE NVNTIAT : HAROLDVM RЄGÊ(M) DE EXERCITV VVILELMI DUCIS                                                                                    | Celui-ci renseigne le roi Harold sur l'armée de Guillaume                                                            | | Un éclaireur d'Harold posté sur un monticule observe l'armée de Guillaume, un autre renseigne le roi saxon. |
| 51                                                                                             | HIC WILLELM : DVX ALLOQVITVR : SVIS : MILITIBVS : VT : PREPARARENT SE : VIRILITER ET SAPIENTER : AD PRELIVM : CONTRA : ANGLORVM EXERCITŨ(M) : | Ici, le duc Guillaume exhorte ses soldats à se préparer courageusement et sagement au combat contre l'armée anglaise | | Harangue de Guillaume et première phase de combat. |
| Scènes 52 à 58 : bataille de Hastings - mort d'Harold                                          | | | | |
| 52                                                                                             | hIC CЄCIDЄRVNT LEVVINE ЄT : GYRÐ FRATRES : hAROLDI REGIS :                                                                                    | Ici moururent Léofwine et Gyrth, frères du roi Harold                                                                | | |
| 53                                                                                             | hIC CЄCIDERVNT SIMVL : ANGLI ЄT FRANCI : IN PRELIO :                                                                                          | Ici, les Anglais et les Français moururent ensemble au combat                                                        | | |
| 54                                                                                             | HIC. ODO EṔ(ISCOPV)S BACVLṼ(M) TЄNЄNS CONFORTAT PVEROS                                                                                        | Ici, l'évêque Odon tenant un bâton encourage les jeunes gens                                                         | | |
| 55                                                                                             | hIC EST VVILLELM DVX E(VSTA)TIVS | Voici le duc Guillaume Eustache                                                                                      | | Eustache désigne de l'index Guillaume, qui soulève son casque à nasal et montre son visage pour démentir une rumeur annonçant sa mort, ce qui arrête la débandade de ses troupes.                                                                   |
| 56                                                                                             | hIC FRANCI PVGNANT ET CЄCIDЄRVNT QVI ЄRANT : CVM hAROLDO :                                                                                    | Ici, les Français combattent et ceux qui étaient avec Harold moururent                                               | | Les dessinateurs artistes anglo-saxons, pour différencier les combattants, représentent les cavaliers normands (précédés par les archers dont les projectiles vont se ficher sur le bouclier des housecarles) qui affrontent les fantassins saxons. |
| 57                                                                                             | hIC hAROLD : REX :INTERFЄCTVS: EST | Ici, le roi Harold a été tué                                                                                         | | |
| 58                                                                                             | [ET FVGA : VERTERVNT ANGLI] | [Et les Anglais prirent la fuite]                                                                                    | | |

## Autres apports

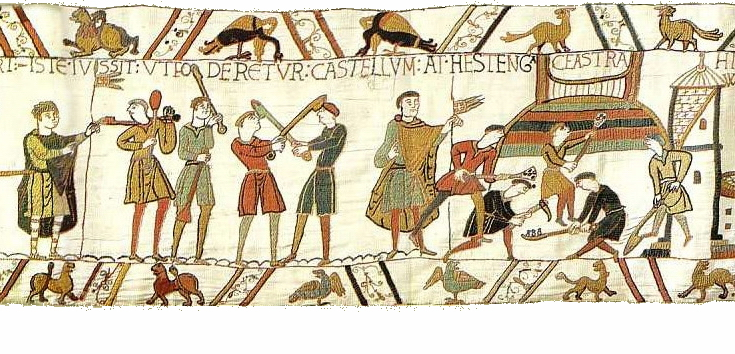
Construction d'une motte castrale (scène 45) par des terrassiers utilisant des pelles et des bêches dont la forme est spécifiquement médiévale et anglaise.

La broderie nous apporte une connaissance importante quant à des faits historiques dont nous avons peu de traces par ailleurs. En effet, elle livre des informations nouvelles sur des éléments de l'expédition de Bretagne, sur le lieu du serment, sur la place des frères de Guillaume dans la conquête ou encore sur Odon, un évêque, participant aux combats (son statut de seigneur féodal l'oblige à prêter assistance à son suzerain, son statut de prélat lui interdit de faire couler le sang, d'où l'usage du bâton comme arme) – sans la tapisserie, nombre de ces éléments seraient encore aujourd'hui inconnus. La présentation de la broderie, sous forme d'images, la rendit tout au long des siècles accessible à tous alors que peu savaient lire.

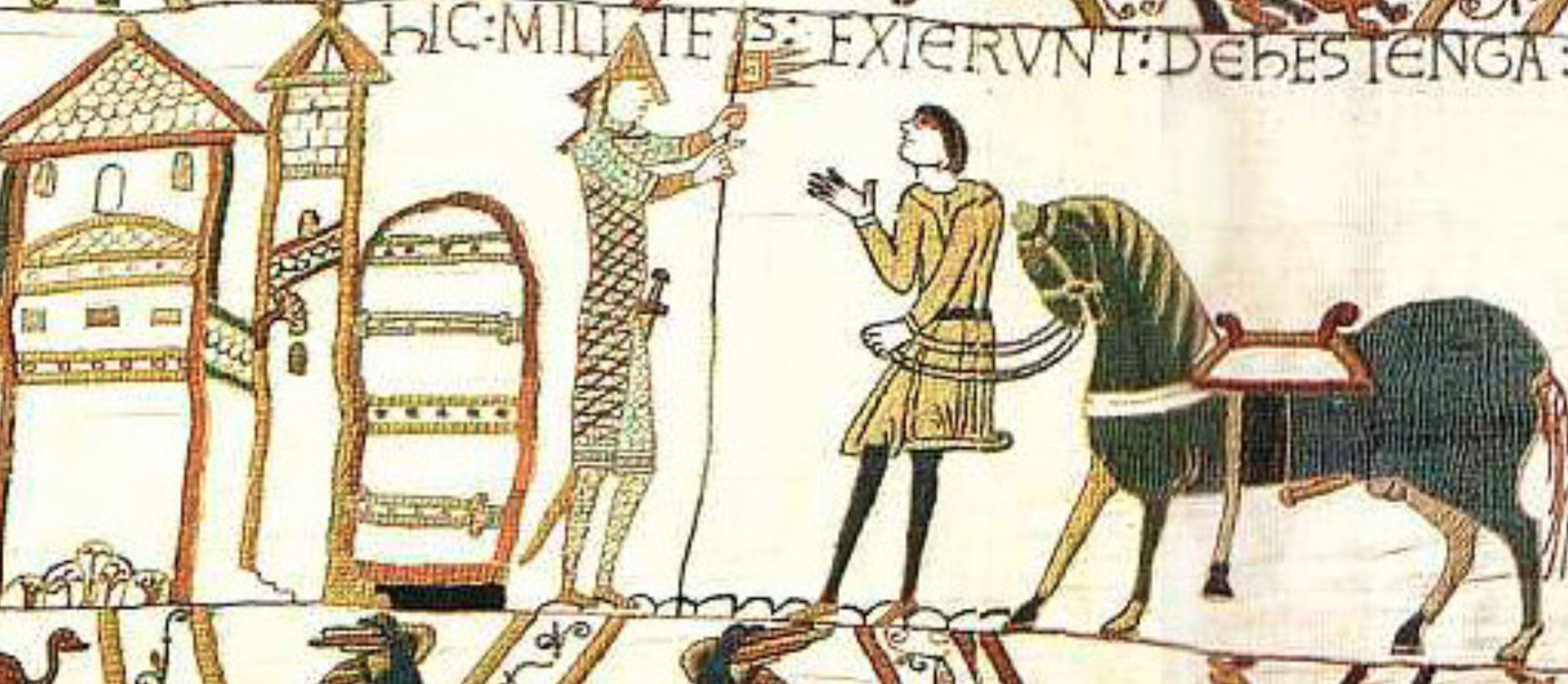
Détail de la scène 48 : le cheval présenté par un palefrenier au duc Guillaume, est doté d'un grand pénis équin.

La broderie est inestimable quant à la connaissance de la vie de l'époque ; d'abord sur les techniques de broderie du XIe siècle, notamment l'apparition de ce qui est nommé depuis le point de Bayeux ; ensuite sur nombre de techniques de l'époque, puisque y apparaissent des constructions de motte castrale, ou de bateaux. Y figurent aussi des vues de la cour de Guillaume, de l'intérieur du château d'Édouard, à Westminster, ainsi que de l'Abbaye de Westminster terminée en 1065.
Les nombreuses représentations d'hommes en armes permettent de se faire une idée de leur équipement. La plupart portaient des broignes – et non des cottes de mailles comme on l'a cru longtemps. On en trouve environ 200 sur le modèle des fantassins, mais impensable pour la cavalerie et surtout fort coûteuses. De même, sont bien visibles des signes distinctifs sur les boucliers, qui ne sont pas des armoiries, ce qui était encore inconnu à cette date,, mais utile quand les casques recouvrent le visage,. On observe également que la coupe de cheveux des protagonistes varie selon leur nationalité : les Anglais ont les cheveux courts sur tout le crâne et sont moustachus, alors que les Normands et la plupart de leurs alliés français ont la nuque et le bas du crâne rasés,. Parmi les armes offensives figurant sur la tapisserie, une des plus caractéristiques est une hache au long manche muni d'une large lame concave. D'origine scandinave, elle est maniée à deux mains par les fantassins anglais appartenant au groupe d'élite des housecarls. Dans la scène 53, un guerrier anglais en fait un usage redoutable : il fend le crâne du cheval d'un Normand. À sa gauche, par contre, un autre Normand a tranché le manche de la hache de son adversaire.
La tapisserie constitue également une source de renseignements sur l'histoire économique du Moyen Âge. Dans la bordure inférieure de la scène 10, plusieurs petits tableaux illustrent les mutations des pratiques agricoles au XIe siècle, qu'il s'agisse de l'usage de la charrue, de la herse ou du collier d'épaule permettant à un cheval de tirer un instrument aratoire.
La tapisserie représente une source documentaire particulièrement importante dans le domaine de la navigation et de la construction navale au XIe siècle. Tant les bateaux normands qu'anglais sont de tradition scandinave : leur forme est effilée et ils ont un faible tirant d'eau. Ils sont généralement ornés de figures à la poupe et la proue. Ils sont construits à clin et ont deux modes de propulsion : une voile carrée et des rames, que l'on voit rarement employées, mais dont les trous de nage sont représentés sur bon nombre d'exemplaires. Le pilote manœuvre le bateau au moyen d'un gouvernail latéral. Une fois le bateau tiré à terre, le mât et les figures de proue et de poupe sont démontés. Certains navires ont des boucliers fixés aux plats-bords. Pour des raisons que l'on ignore, les bateaux anglais se distinguent des bateaux normands par une échancrure dans le bordage.

## Authenticité

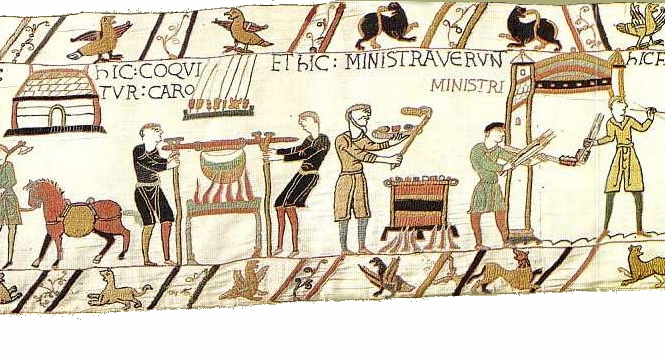
Ici on prépare les viandes et ici s'affairent les serviteurs (scène 42).

En 1990, le Britannique Robert Chenciner, expert en étoffes anciennes, remet en question l'authenticité de la tapisserie de Bayeux. Les brochettes et le barbecue médiéval représentés sur la broderie lui paraissent s'inspirer d'une méthode de cuisson plus orientale que normande : celle-ci ne serait apparue en France qu'au XVIIIe siècle. Pour Chenciner, ce n'est pas l'original mais une reproduction, datant peut-être du XVIIe/XVIIIe siècle voire du XIXe siècle,. La théorie de Chenciner est vigoureusement démentie par Sylvette Lemagnen, conservatrice de la tapisserie, qui la qualifie de gratuite et d'incongrue, rappelant notamment qu'un texte de 1476 décrit cette œuvre.

## Postérité

### Reconstitution historique
Une reconstitution grandeur nature de la bataille d'Hastings a été réalisée en octobre 2006 à l'occasion du 940e anniversaire de la bataille.

### Bande dessinée
Depuis la publication, en 1969, de l'ouvrage de Gérard Blanchard, La Bande dessinée, histoire des images de la préhistoire à nos jours, la tapisserie de Bayeux est régulièrement citée par les historiens et critiques comme ancêtre de la bande dessinée, du cinéma ou du film d'animation.

### Filmographie

#### Cinéma
L'historien François de la Bretèque a montré comment elle apparaissait régulièrement, en forme d'hommage, dans les génériques de films à sujet médiéval comme de The Vikings de Richard Fleischer (1956), La Chanson de Roland de Frank Cassenti (1978) ou Robin des Bois, prince des voleurs de Kevin Reynolds (1991). Le film de Julie Lopes-Curval Le Beau Monde fait de la tapisserie un motif inspirant l'héroïne, élève dans une fameuse école de broderie.

#### Animation
Le réalisateur japonais de dessin animé Isao Takahata a appliqué l'analyse filmique au décryptage de certaines de ses séquences dans le cadre d'un ouvrage et d'une exposition présentée en 2011 au Musée de Bayeux. Les liens de la tapisserie de Bayeux avec le cinéma d'animation ont été étudiés par Jean-Baptiste Garnero et Xavier Kawa-Topor, depuis le projet de film d'Émile Cohl La Conquête de l'Angleterre (1937) jusqu'au Fou du roi de Paul Grimault (1988) en passant par Nausicaa d'Hayao Miyazaki (1985). Une version animée de la tapisserie a été montée dans le cadre du projet d'étudiant du Goldsmiths College par David Newton et Marc Sylvan.

#### Télévision
La tapisserie est utilisée dans deux épisodes de la série d'animation Les Simpson :
- dans l'épisode « Un pour tous, tous pour Wiggum », elle illustre la rivalité entre les familles Flanders et Simpson ;
- dans l'épisode « Ne mélangez pas les torchons et les essuie-bars », la tapisserie est tissée par Marge avant de prendre vie et de parler.

Dans la série Le Monde incroyable de Gumball, l'épisode « La technologie » montre les membres du troisième âge expliquer ce qui s'est passé avec Internet à l'aide d'une tapisserie semblable à celle de Bayeux.
Dans la série Animaniacs, l'épisode « Rug of War/Run Pinky Run/The Hamburg Tickler » montre les Animaniacs entrer à l'intérieur de la tapisserie.
Une tapisserie relatant l'intrigue de la série télévisée Game of Thrones, fortement inspirée de celle de Bayeux, est hébergée à l'Ulster Museum de Belfast en Irlande.

### Littérature
- Marie-France Le Clainche et Denise Morel de Marnand, Les Brodeuses de l'Histoire, roman historique, Rennes, Coop Breizh, 2006  (ISBN 2-84346-269-X), (OCLC 76742405)
- Adrien Goetz, Intrigue à l'anglaise, roman policier historique, Paris, Grasset, 2007, col. « Livre de poche » (no 31061)  (ISBN 978-2-246-72391-2), (OCLC 244654613)

### Jeux vidéo
- Dans Diablo II, plus précisément dans la cathédrale de l'acte I, la tapisserie est reproduite sur un pan du mur[147].
- Ou aussi dans beaucoup de jeux de guerre comme Doom où des portions de la tapisserie sont copiées sur des morceaux de mur.

### Mèmes internet
La tapisserie de Bayeux est utilisée pour créer des mèmes internet. En 2002, des étudiants allemands créent un générateur de mèmes en utilisant les différents personnages, animaux et bâtiments présents sur la fresque,.

### Documentaires
En 2021, deux documentaires sur la Tapisserie sont réalisés ; Les mystères de la tapisserie de Bayeux d'Alexis de Favitski et Enquête sur la Tapisserie de Bayeux de Wilfried Hauke.

## Protection patrimoniale
La tapisserie de Bayeux est le premier objet mobilier classé au titre des monuments historiques sur la liste de 1840.
Une restauration est en préparation pendant les dix-huit mois que doit durer la fermeture pour rénovation du musée. La dernière remonte à 1870,.
Il est envisagé en 2025 de la prêter au British Museum. Toutefois, ce prêt suscite de nombreuses controverses dues à son extrême fragilité,,.

## Inspirations
En Normandie, plusieurs broderies ont été réalisées à la manière de la tapisserie de Bayeux pour évoquer des pans d'histoire de la région :  

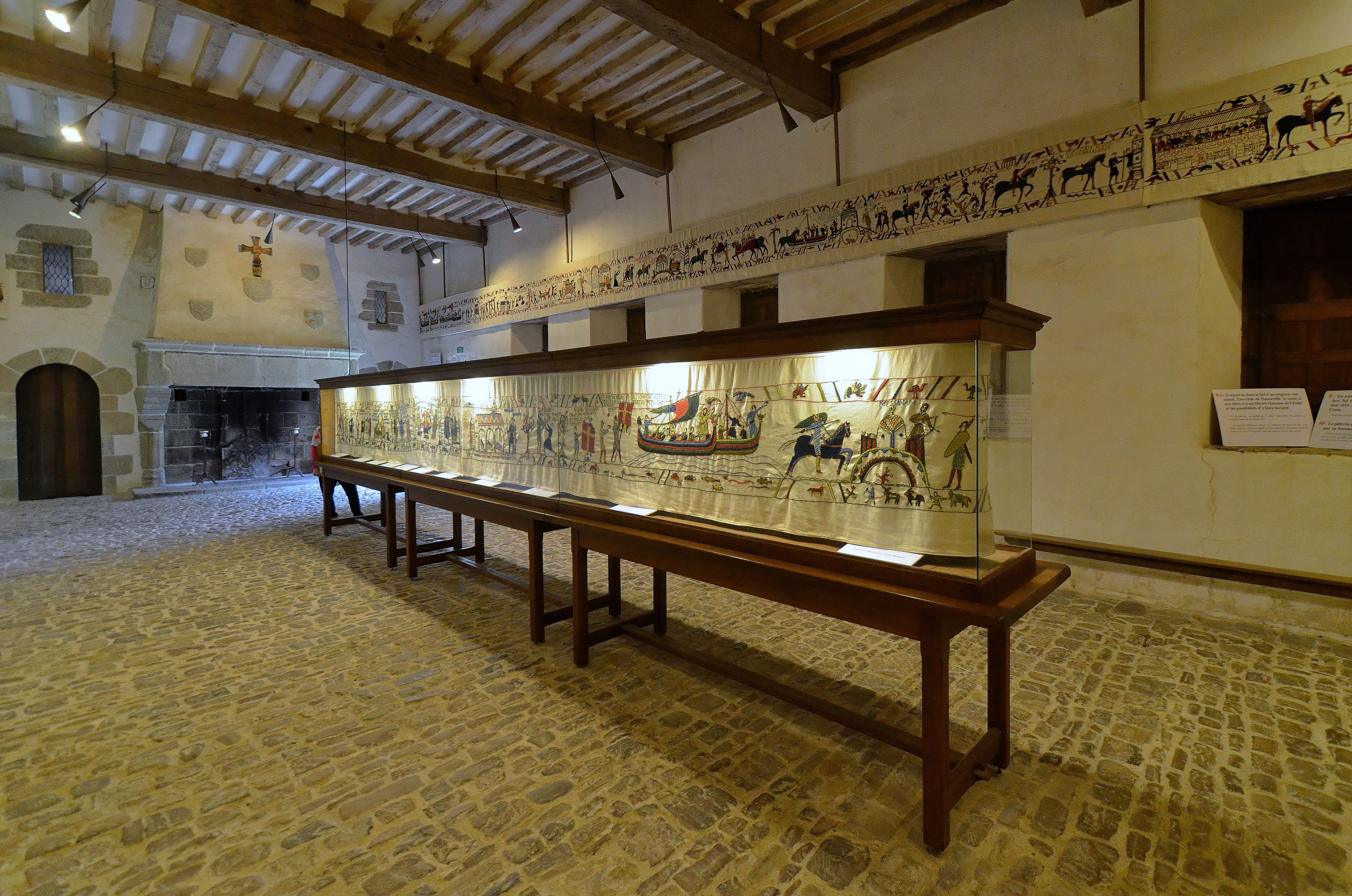
La Tapisserie de Pirou, exposée au Château de Pirou.

- la tapisserie de Pirou : broderie de 58 m de long, réalisée entre 1976 et 1992, illustrant la conquête de l'Italie du Sud et de la Sicile par les Normands et exposée au château de Pirou[157] ;

- la tapisserie de Rollon : récit brodé de la vie de Rollon, le chef viking qui fonda la Normandie en 911 ; réalisée sur une tenture de lin de 22 mètres à l'occasion des 1100 ans de la Normandie[158] ;

- la tapisserie d'Aurigny : entre 2013 et 2014, les habitants de l'île anglo-normande d'Aurigny brodent l'« épilogue » de la Tapisserie de Bayeux[159].

Le musée Tancrède de Hauteville-la-Guichard abrite également une longue peinture sur toile de lin réalisée en 1936 sur le modèle de la tapisserie de Bayeux et retraçant l'épopée des Hauteville.